# カナダの歴史

カナダの国旗

カナダの歴史（カナダのれきし、英語: History of Canada, フランス語: Histoire du Canada）は、北アメリカ大陸に位置するカナダの歴史について記述したものである。

## 先史時代・ヴァイキングの入植

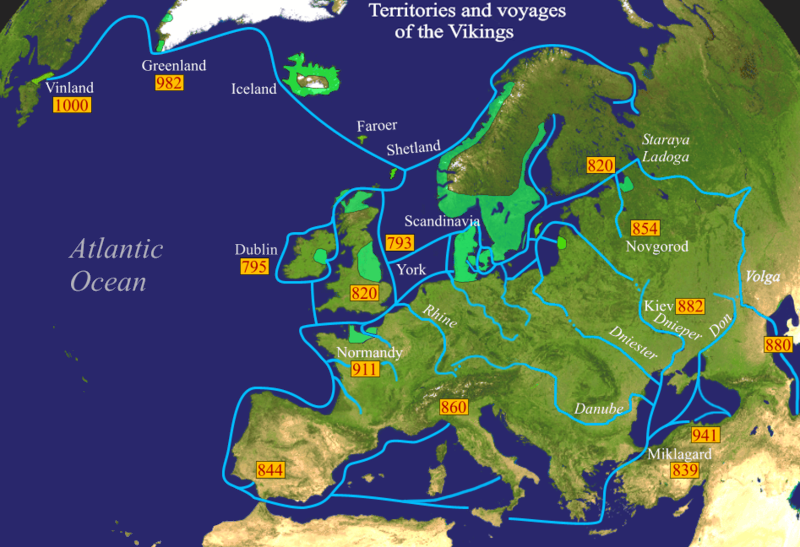
ヴァイキングの進出
レイフ・エリクソンの行程

ドーセット文化の最大領域

北米大陸における人類の歴史の始まりは、現在のユーラシア大陸から海面が低下していたベーリング海を経由して、現在のアメリカ大陸に人類が移住してきたことによって始まる。その時期については、文献により異なり、ベーリング海を通って現在のアラスカに人類（モンゴロイド）がやってきたのは、約4万年前から5万年前とする文献や、約2万年前から1万8千年前とする文献、約1万4千年前とする文献があり、ばらつきがある。いずれの説にせよ、現在のロシア東端とアラスカの西端の海水面が非常に低く、陸続きであったことは間違いない。また、約20万年前にはアメリカ大陸に人類が移住してきたという説もある。
北米大陸では約1万2千年前に石器文化が始まり、ニューメキシコ州では約1万1千年前の尖頭器などの石器が発掘されている。紀元前3千年頃には、バッファロー、トナカイ、鹿などの動物を狩猟し、鮭などの漁業も行われていた。トウモロコシの栽培もこの頃には行われていた。
紀元前2千年頃から、北米大陸の人類は磨製石斧を持つようになる。現在のカナダ北部、アラスカ、グリーンランドなどの北極文化領域には、ドーム型の住居や犬ぞりが特徴的なドーセット文化が先住民により築かれた。
現在のセントローレンス川流域から五大湖に至る大西洋岸一帯には、様々な先住民の部族が居住し、その中でも有力な部族にはアルゴンキン語族、 イロコイ語族がいた 。
初めて北米大陸に到達したヨーロッパ人は、6世紀にアイルランドより訪れたクロンファートのブレンダンとする説もあるが、確固たる証拠はない。最も確実なのは、1000年頃に、ニューファンドランド島北部（現在のランス・オ・メドー）に到達し、ブドウが豊かなヴィンランドに入植したヴァイキングのレイフ・エリクソンが有力とされる。ヴァイキングのエリクソンは、約100名ほどの仲間と共に移住したが、先住民の攻撃に悩まされたこと、補給が困難であったことから、数年で入植地を放棄し、以降ヨーロッパ人の入植は15世紀末まで途絶える。

## イギリスとフランスの入植活動の開始
15世紀になると、ヨーロッパでは造船技術が向上し、遠洋航海が可能となった。クリストファー・コロンブスが1492年に現在のバハマ諸島へと到達し、各国が大航海へと乗り出した。

### イギリスの入植の開始

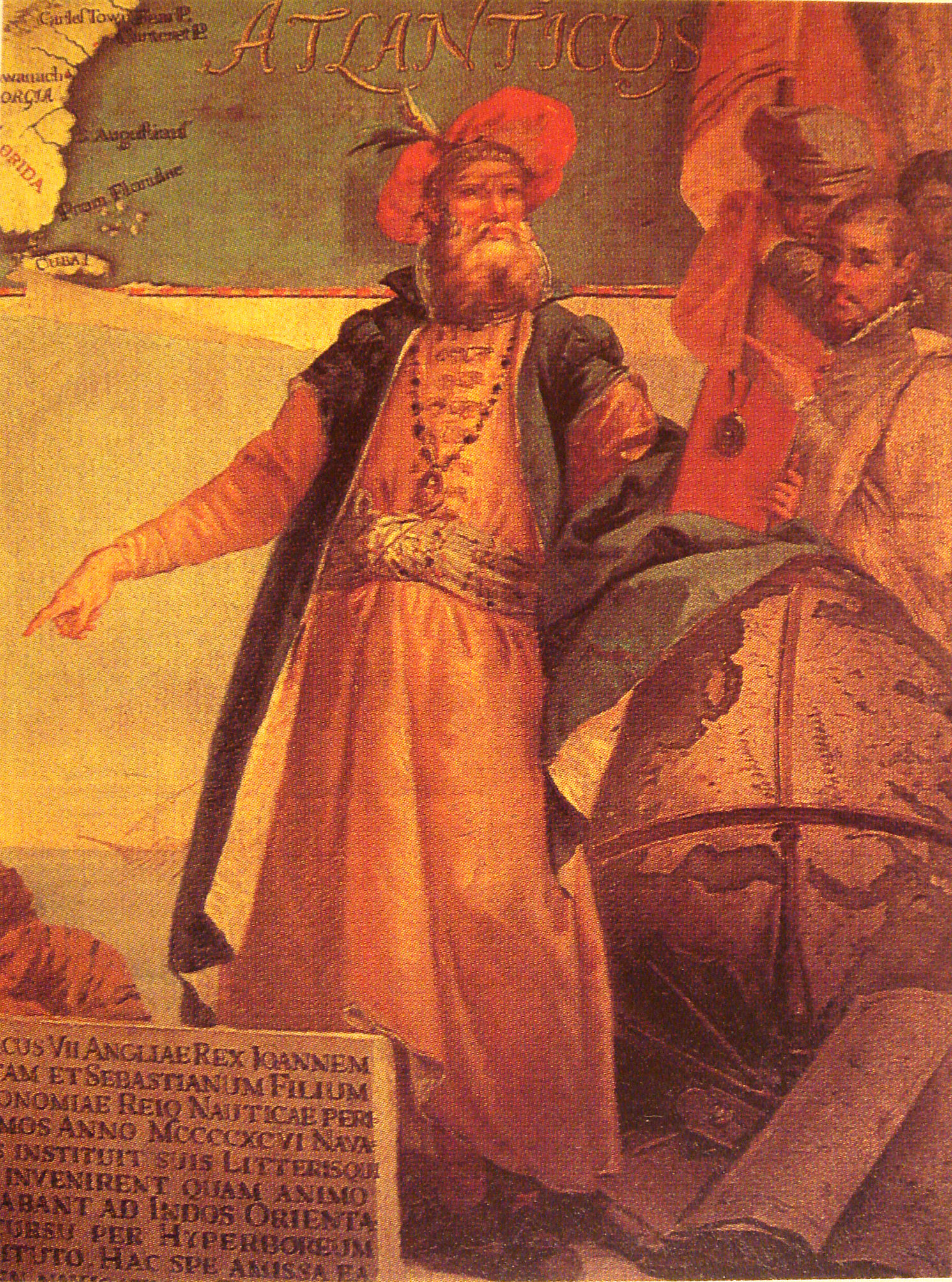
イギリス国王の命を受けて北米探検を行ったジョン・カボット

1497年、イギリスの国王ヘンリー7世は、ジェノバ出身の航海士、ジョン・カボットに北米探検を命じた。カボットは、同年カナダ東部に上陸、ニューファンドランド島を発見し、ヘンリー7世の勅許状を基に同地の領有を宣言した。彼はその後、現在のセントローレンス湾にも到達したが、同地をインドにつながる航海路と考えていた。カボットはその後、グリーンランド、北極圏も調査する。彼は、同地をアジアの一部であると考えていた。なお、ニューファンドランドと命名されたのは、1502年の事である。
ニューファンドランド沖は、鱈が豊富にとれる漁場であることがわかり、その情報はヨーロッパ全土へと流布し、間もなくヨーロッパ各国の漁民が同地で漁獲を行った。カトリック教系の国では、獣肉を半年間断食するという習慣があり、高タンパク質で且つ干物にできる鱈は重宝された。
なお、ニューファンドランドにはポルトガルも入植を試みたが、探検の責任者が行方不明になったり、先住民の抵抗に遭うなどして失敗した。その後、エリザベス1世の時代の1583年に、軍人のハンフリー・ギルバートが、エリザベス女王の名の下ニューファンドランドの領有を対外的に宣言し、イギリス最古の海外植民地が設置された。だが、実態は植民地と言うよりは漁業基地であり、1610年にニューファンドランドの開拓を行うための会社が設立され、恒久的な植民が目指された。以降、現在の州都のセントジョンズ付近には移住者が増加する。イギリスの探検家ヘンリー・ハドソンは、現在のハドソン湾を探検するが、彼は探検に失敗したため1611年に死亡した。ハドソン湾は彼にちなんで名づけられた。
フランスは1650年代にジェームズ湾とハドソン湾の近くを、ラディソンとグロセイユと言う探検家に探検をさせるが、彼らは同地が毛皮が豊富であることに気づき、ヌーベルフランスに対して利益の折半を要求するが、拒絶されてしまう。これに憤慨したラディソンとグロセイユは、イギリス側に情報を売る。イギリス側は、チャールズ2世国王が遠征隊を編成させ、ハドソン湾の交易独占権を持つ会社を設立し、プリンス・ルパートを総督に任命した。これがハドソン湾会社である。ハドソン湾会社は、現在のマニトバ州、オンタリオ州、ケベック州に当たる地域に勢力を拡大する。
アカディを巡っては、その後イギリスとフランスとの間で度々争いが繰り広げられ、帰属も幾度も変更された。

### フランスの入植開始

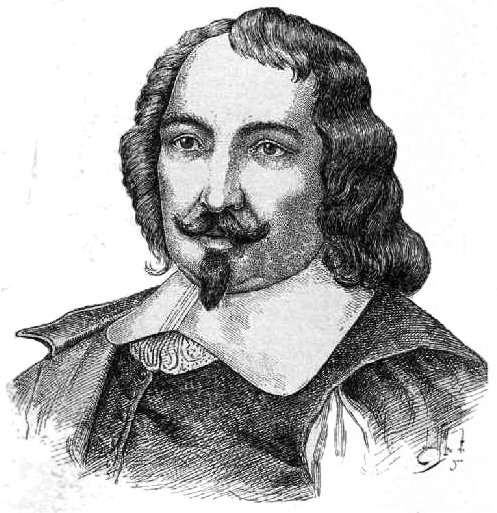
フランスの入植を推し進めたサミュエル・ド・シャンプラン

一方、フランスはイギリスよりも遅れてカナダを含む北米への入植を開始する。まずは、フランソワ1世の勅命を受けたフィレンツェ共和国のジョバンニ・ダ・ヴェラッツァーノが、1524年にカナダ東部からアメリカのフロリダ州の沿岸を探索させる。そして、1534年には、同じくフランス国王から勅命を受けた探検家のジャック・カルティエが、ニューファンドランド島北部沿海の探検を行う。そして、1534年7月、セントローレンス湾を南下し、現在のケベック州南東部のガスペ半島に上陸し、フランスの領有を宣言した。
カルティエは、現地先住民の言葉で「集落」を意味する「カナタ」という単語から、植民した地域を「カナダ」と呼ぶようになった。カルティエはその後も探索を続け、セントローレンス川とオタワ川が合流する場所にある山を「モン・ロワイヤル」と呼び、これが現在のモントリオールの由来となる。
カルティエはその後も探検を続けるが、当初黄金の探索が目的だったものの、成果を挙げられず、1541年帰国する。だが、全く成果が無かったわけではなく、当時ヨーロッパでは絶滅の危機にあったビーバーが、カナダには大量に生息していることを掴んでいた。当時、ビーバーの毛皮は、ヨーロッパでは、ファッションの奢侈品として重宝されており、軽量で輸送に適していたため、16世紀終わり頃には主要産業になる。だが、フランスによるカナダの植民化は遅々として進まなかった。植民化が進まなかった原因としては、フランス本土でユグノー戦争が行われており、海外の植民を行う余裕が無かった。
ユグノー戦争終結後、フランス国王アンリ4世が、毛皮交易の独占と、（カナダにおける）植民地建設に乗り出し、軍人であり地理学者でもあるサミュエル・ド・シャンプランにカナダの北米大陸の探検を行わせる。彼は、1603年にカナダに到着し、1605年に、現在のアナポリスロイヤルに入植、その後1608年に現在のケベックに、1615年には五大湖にまで到達した。ケベックを起点に毛皮交易をおこなうため、同地に駐屯地を建設させた。これが現在のケベック・シティーとなる。ケベックに入植した1608年がヌーベルフランス開始の年と一般的に考えられている。アナポリスロイヤルは現在のノバスコシア州にあり、ニューブランズウィック州を含めた同地域はアカディと呼ばれ、後の英仏戦争では最前線となった。
シャンプランは、毛皮交易のためにヒューロン族という先住民と交流を深め、友好関係を構築する。だが、先住民が必ずしもフランスに対して友好的だったわけではなく、イロコイ五部族同盟と度々衝突が起きた。
フランス本国では、1627年、リシュリュー枢機卿の発案により、ヌーベルフランスという国策会社が設立され、カナダにおける植民地経営強化に乗り出した。なお、この時100人が出資に応じたことから百人会社とも言われる。当初想定では、15年間で4千名規模の植民を行うという想定だった。だが、1628年に、イギリスのカーク兄弟が、ヌーベルフランスにおいて私掠行為を行い、出だしからヌーベルフランスによる植民がつまずいてしまう。1629年にはケベックがイギリスの手に渡り、フランスは交渉の末、1632年にフランスへ返還させることに成功する。フランスの入植に貢献したシャンプランは1635年に死去してしまう。
1620年代になっても、ヌーベルフランスの発展は進まず、1627年時点でヌーベルフランスの人口は100人足らずという有様だった。毛皮交易に依存していたヌーベルフランスであったが、毛皮交易はそれほど人手を必要としなかったこと、ヌーベルフランスでは毛皮以外にこれという商品作物もなかったため、入植者はなかなか増えなかった。
なお、ヌーベルフランスでは、イエズス会によるキリスト教（カトリック）の布教が行われた。1630年代より、現地において布教が行われたが、先住民の襲撃に遭うなどして、布教はなかなか進まなかった。イエズス会は、現地先住民の文化を尊重しつつ、布教を行い、現地の文化習慣に戸惑いながらも布教活動を進める。だが、布教相手で友好関係にあったヒューロン族は、ヨーロッパ伝来の伝染病によって半分が死亡し、ヨーロッパからもたらされた飲酒習慣によって、彼らの生活習慣を乱してしまう。そして、ヒューロン族の間でもカトリック信仰派と非信仰派との間で対立が生じ、その隙にイロコイ五部族同盟に攻撃され、ヒューロン族は壊滅状態に陥る。
1660年時点でも、セントローレンス川にあるフランスの植民地は最早風前の灯火であり、人口も2千人ほどに過ぎなかった。また、植民地では毛皮交易に依存していたため、毛皮以外の産業もなかなか成長しなかった。

### フランスの入植の本格化

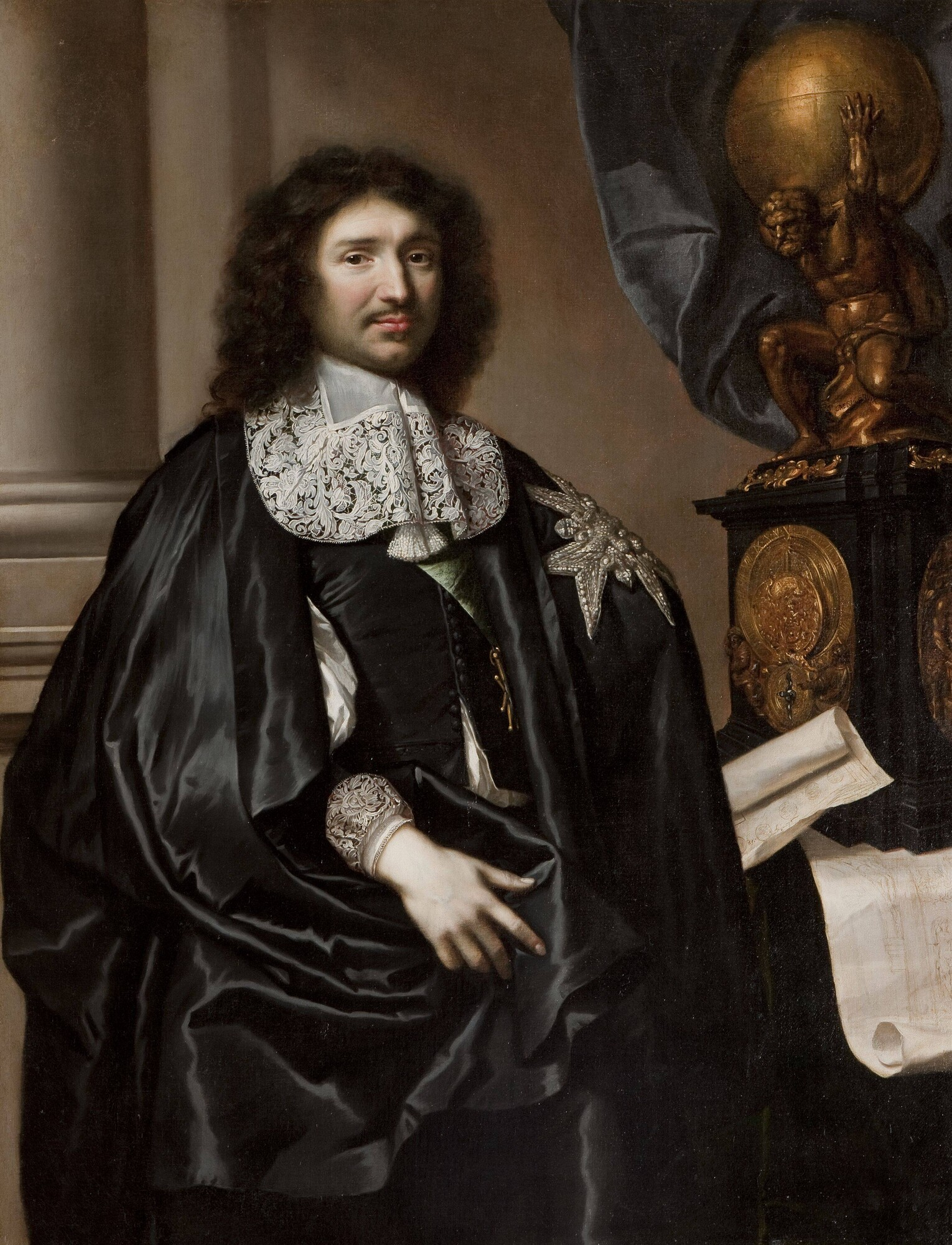
重商主義を重視したコルベール

だが、フランス国王にルイ14世が就任すると、彼の下で財務大臣を務めるコルベールが重商主義を重視したことから、ヌーベルフランスが注目される。コルベールが提唱した重商主義では、輸出を重視し、そのためには植民地の原材料を輸出、海運業も確立するため、ヌーベルフランスが重視される。一層の植民化を推進するため、1663年にヌーベルフランスはフランス国王の直轄地となる。
ヌーベルフランスでは、イロコイ五部族同盟の攻撃に悩まされている状況を受けてコルベールは、1100名のフランス人部隊をヌーベルフランスに派遣し、イロコイ五部族同盟と休戦協定を締結する。
国王直轄地となったヌーベルフランスは、本国に倣った政治機構・司法機構が整備され、ジャン・タロン地方長官が、農業と牧畜を振興した。その他、ビール醸造所や靴工場も振興し、毛皮交易の単一産業からの脱却を図った。タロンは早婚を奨励し、10人以上の子供を出産した家庭には、手当を支給するなどした。当時のヌーベルフランスでは、独身の男女比率が、男性の方が圧倒的に多いといういびつな状況だったため、フランス本国から、花嫁のために770人の女性がヌーベルフランスに大量に送り込まれた。彼女たちは「国王の娘たち」と呼ばれた。これが功を奏し、1688年時点には人口が1万1500名にまで増えた。17世紀も終わりごろになると、毛皮の供給が過剰になり、基幹産業から陥落し、農業が経済の中心となる。

## 英仏戦争
北米大陸において、イギリスとフランスは競うように植民を進めていったが、やがてヨーロッパ本土で両国が対立すると、その対立関係は北米大陸にももたらされた。ヨーロッパにおける英仏の戦争と、北米における英仏の戦争をまとめると下表のとおりとなる。
| ヨーロッパ                       | 北米                                   | 和平条約名称       | 北米における結果                                                     |
| -------------------------------- | -------------------------------------- | ------------------ | -------------------------------------------------------------------- |
| 大同盟戦争 (1688-1697)           | ウィリアム王戦争 (1689-1697)           | レイスウェイク条約 | 両国の占領地は返還                                                   |
| スペイン継承戦争 (1701-1713)     | アン女王戦争 (1702-1713)               | ユトレヒト条約     | ハドソン湾、アカディ、ニューファンドランドのイギリス帰属が認められる |
| オーストリア継承戦争 (1740-1748) | ジョージ王戦争 (1744-1748)             | アーヘンの和約     | 両国の占領地は返還                                                   |
| 七年戦争 (1756-1763)             | フレンチ・インディアン戦争 (1754-1763) | パリ条約           | フランス領カナダのイギリス支配が確定                                 |

1689年に起きたウィリアム王戦争は、フランス側が13植民地を攻撃したことから開戦の火蓋が切って落とされた。イギリスは、ポール・ロワイヤルやケベックを陥落させ、フランスはセントジョンズ、ハドソン湾を襲撃する。終戦後に締結された和平では、領土は戦前の状態に戻された。
1701年、ヨーロッパでスペイン継承戦争が勃発し、北米においても1702年アン女王戦争が勃発する。フランス側の民兵と先住民の同盟軍が、ニューイングランドを攻撃し、イギリスは、アカディを攻撃し、ポール・ロワイヤルを陥落させる。同地は、アナポリスロイヤルに名称が変更される。戦後に締結されたユトレヒト条約によって、ハドソン湾、アカディ、ニューファンドランドはイギリスに帰属し、北米のイギリス領が拡張する。なお、アン女王戦争の際、現地のアカディ人は中立を表明していたが、アカディを陥落させたイギリスは、本当に中立であるか否かを疑い、合計5回もイギリスに対する忠誠を要求するが、いずれも拒否されてしまう。これが原因で、1754年又は1755年にイギリスは、約1万5千人のアカディ人を追放してしまう。
アン女王戦争終戦後、30年ほど英仏の間で大規模な戦争が無い状態が続いたが、その間英仏両国は、北米大陸の植民地の防備を固めた。
1744年、フランスが、アナポリスロイヤルを攻撃したことでジョージ王戦争が開戦する。イギリスが反撃に出て、フランスが構築したルイブール要塞を陥落させる。戦後締結されたアーヘンの和約では、領土は戦前の状態に戻すことが取り決められた。
1754年、フレンチ・インディアン戦争が勃発する。同戦争は、唯一ヨーロッパ大陸より先行して開戦された。戦況は当初こそフランスに優勢だったが、1758年にイギリスはウィリアム・ピット（通称大ピット）が指揮を執ると、形勢は逆転する。なお、この時点で、北米大陸全域のイギリス人の人口は100万人以上に対して、ヌーベルフランスの人口は約5万人ほどであった。
戦後締結された1763年のパリ条約によって、北米大陸のイギリス支配が事実上確立し、ヌーベルフランスは消滅する。ニューファンドランド島の近くにあるサンピエール島・ミクロン島がフランス領として残された。同地は、その後もイギリスとフランスとの間で係争地となったが、1814年のパリ条約でフランス領であることが確認された。イギリスの支配下に入ったヌーベルフランスにいた商人や官僚、宗教団体は大多数が植民地から引き揚げてしまう。また、フランス人は残留も認められ、残留者には財産の保護とカトリック信仰の自由が保障されたし、フランスと同盟していた先住民の部族たちは寛容な扱いを受けた。

## イギリスによる支配

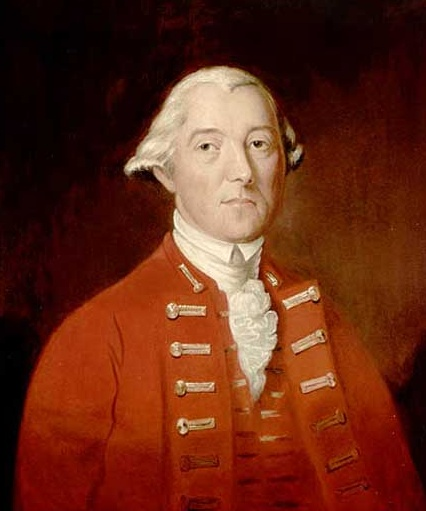
フランス系住民の懐柔を図った総督のガイ・カールトン

1763年、イギリスは国王宣言を出した。これには、先住民との紛争の防止と、境界の確定を行う狙いがあった。ケベックについては、セントローレンス川沿いに限定された。国王宣言では、イギリスの法律に基づいた代議制議会を制定し、やがてはイギリスに同化する狙いがあった。また、国王宣言によって、イギリス軍と13植民地からの移民者が増加すると見られていたが、実際は大規模な移民は生じなかった。1763年から1776年まで多くのイギリス人が大西洋を渡ったものの、植民先は13植民地が大多数であった。もちろん、イギリスも移民を増やすための策を講じていた。1767年には、セント・ジョン島については、スコットランド人に土地を配分させ、島への移民導入を図ったが、彼らは移民義務を放棄してしまう。ニューファンドランドは豊かな漁場のおかげで、定住者は増えるが、住民は独身男性が大部分であり、結局は一向に移民は増えなかった。
ケベックの統治にはイギリス人の総督が担当することとなり、初代の総督はジェイムズ・マレーが1764年に赴任するが、彼は商人などの利害関係者と折りが合わず、1765年に罷免された。次に総督となったのは、ガイ・カールトンで、彼はケベックのフランス系を同化させるためには、フランス系との和解が必要であると考えた。また、13植民地へ牽制するためには、ケベックのフランス系住民を取り込むことが最善策であった。こうして、カールトンはイギリス本国に進言し、1774年にケベック法が制定された。
このケベック法は、ケベックのフランス系住民に対して、それまでの旧来の領主制度、カトリック信仰、フランス民法の維持を認めた。だが、このケベック法は、13植民地からすると、イギリスが一方的にフランス系住民を取り込んだこととなり、西部への拡大が阻害されたとして「耐えがたき諸法」と見なし、独立へと向かうきっかけとなる。

## アメリカ独立戦争

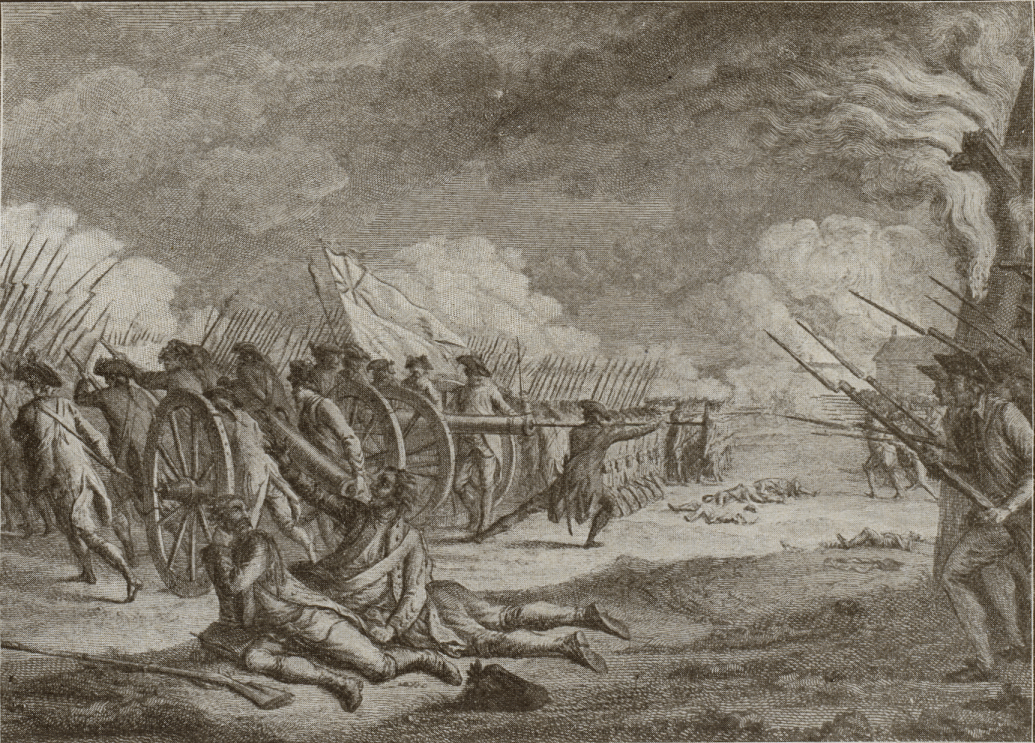
独立戦争開戦の戦いとなったレキシントンの戦い

1765年、イギリスは13植民地に対して、印紙法を制定し、13植民地との対立を深める（翌年廃止）。これ以外にも様々な種類の税を13植民地に課し、13植民地は、「代表無くして課税なし」というスローガンを掲げ、イギリスからの独立を宣言した。アメリカ独立戦争の開戦である。13植民地は、ケベックも自領に併合することを企図していた。13植民地は、モントリオールを陥落させ、ケベックの総督ガイ・カールトンは撤退し、ケベックで迎撃に当たった。カールトンは、ケベックのフランス系住民は反乱を起こさないと考えていた。実際、一部の住民は反旗を翻したが、独立戦争全体はケベックのフランス系住民は、中立を維持していた。ケベックに進軍した13植民地軍は、既に疲弊しきっており、カールトンはケベックの防衛に成功した。13植民地は進軍先で、補給物資の徴発を行ったり、カトリック教会からも掠奪を行ったため、フランス系住民から反感を買ってしまう。
ケベックの防衛に成功したイギリスであったが、独立戦争はアメリカの勝利に終わり、1783年にパリ条約が締結され、北米は、アメリカ合衆国と英領アメリカ植民地に分割された。だが、アメリカは英領アメリカ植民地もアメリカに属するべきであると考えていた。

## アッパー・カナダとローワー・カナダの成立

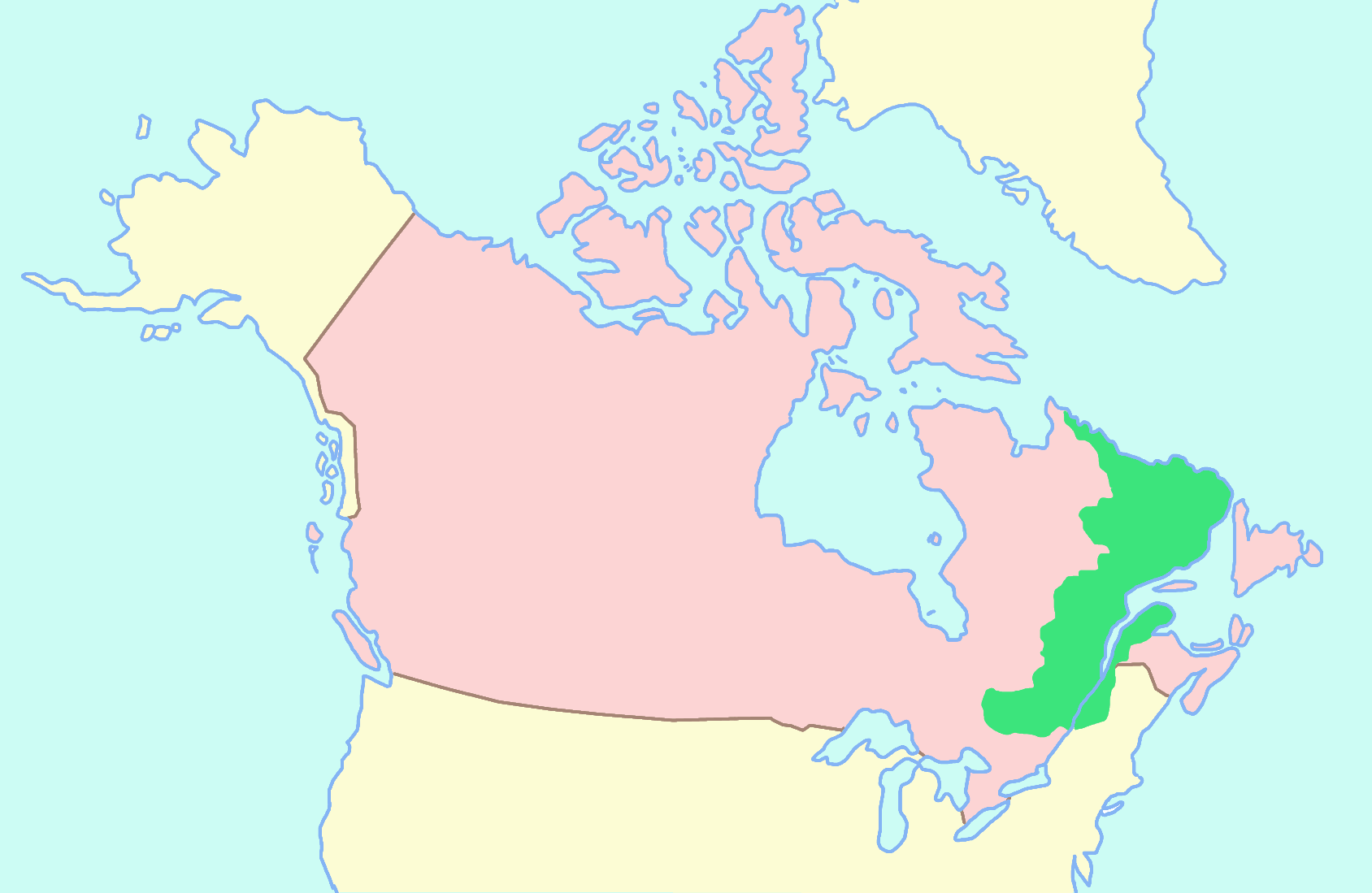
ローワー・カナダの位置

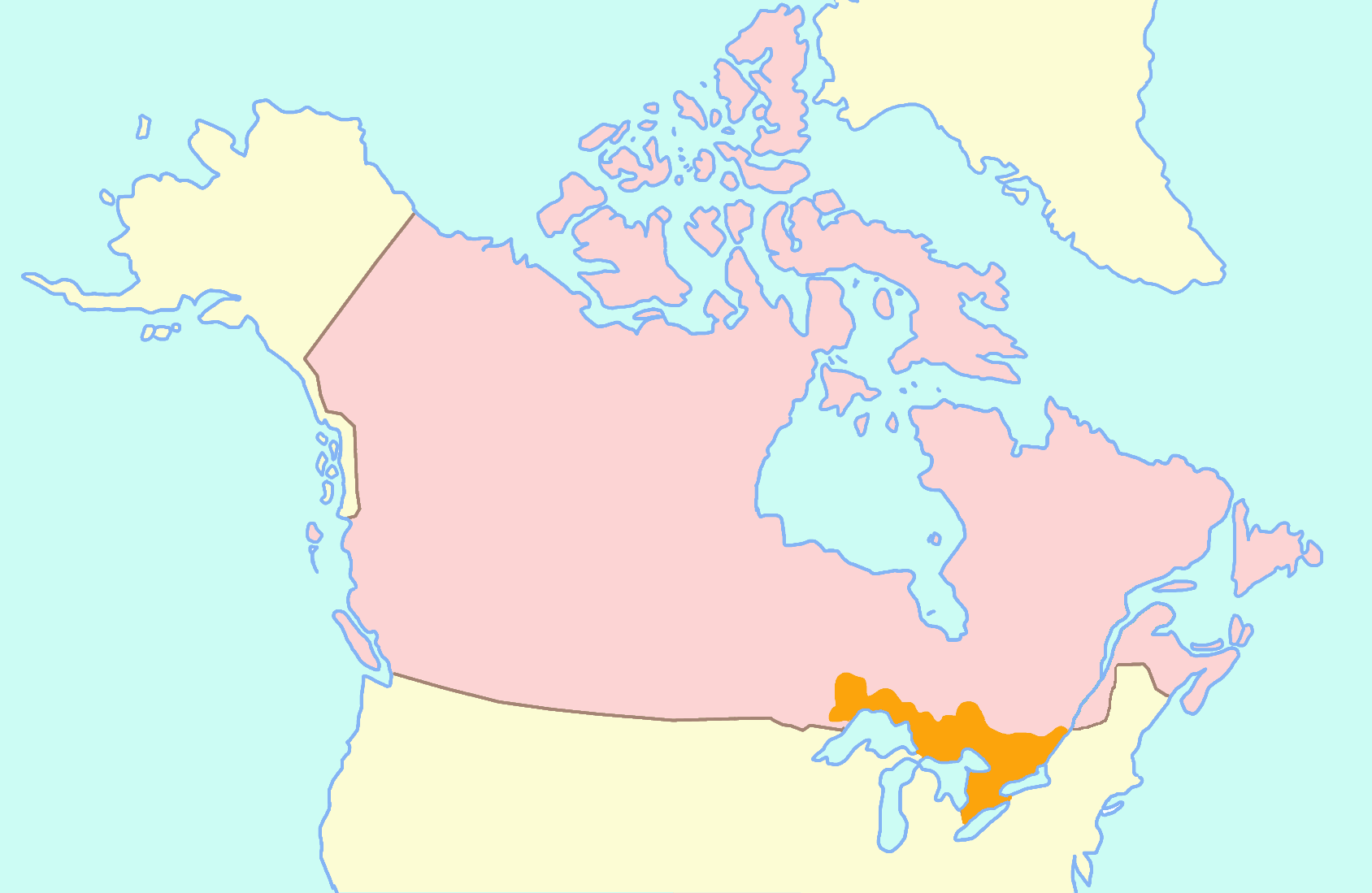
アッパー・カナダの位置

独立戦争終結後、アメリカから逃れてきた約5万人のロイヤリスト（王党派)がカナダに移住してくる。その内、約3万5千人がノバスコシアへと移住し、彼らロイヤリストはイギリス本国政府を説得し、ノバスコシアを分割させ、1784年8月、ニューブランズウィックと言う植民地を創設させる。だが、ロイヤリストはニューブランズウィックでの生活は貧しく、ロイヤリストは再度移住する。
ロイヤリストの中でもオンタリオ州に移住したロイヤリスト達は、フランス系住民との共存を敬遠し、イギリス政府にイギリス人専用の植民地の創設を要請する。ロイヤリストの移住によって人口が急増した英領北アメリカでは、1791年12月にカナダ法が制定され、地域区分と行政機構が刷新された。そして、このカナダ法によって、1791年、ケベックはアッパー・カナダとローワー・カナダへと東西に分割された。この両カナダの創設を定めた法律にカナダと言う文言が初めて表れた。なお、アッパー・カナダが現在のオンタリオ州南部で、イギリス系住民が中心として居住し、ローワー・カナダが現在のケベック州南部でフランス系住民が中心に居住した

## 米英戦争

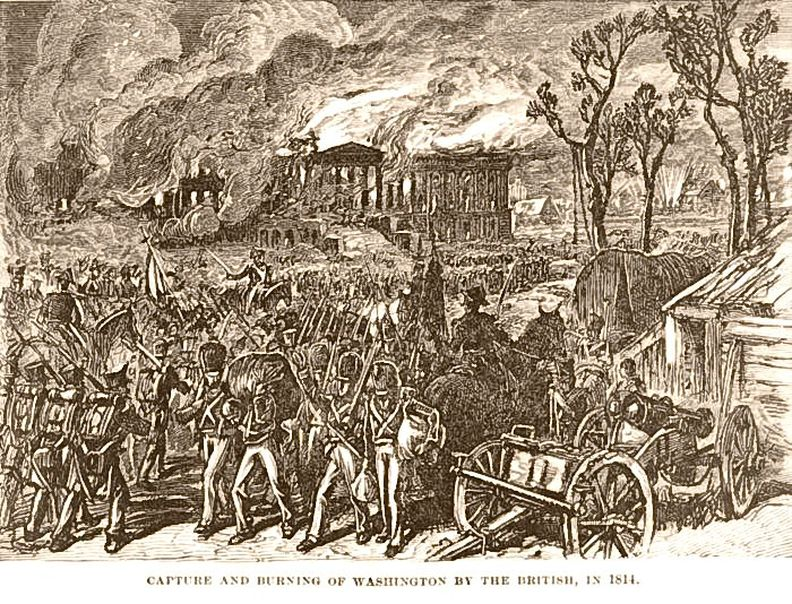
首都・ワシントンにおける焼き討ち

フランス本国では、19世紀初めナポレオンが台頭する。彼は、大陸封鎖令を発令し、イギリスも海上封鎖を宣言する。1803年以降、イギリスは、海上のアメリカ船を度々臨検し、アメリカ船にイギリス人の脱走兵がいないかを取り締まった。そして、1807年になると、イギリスはアメリカの軍艦を砲撃して、停船させ臨検するという事件が起きてしまう。イギリスのこのやり方に不満を感じたアメリカは、対立を深め、1812年6月、イギリスに対して宣戦布告を行い、米英戦争が開戦された。
米英戦争で、イギリスは一時ワシントンの大統領官邸を焼き討ちするなどしたが、戦争は一進一退であり、戦争は1814年に終戦を迎える。ガン条約が締結され、領土の現状維持が取り決められた。ヨーロッパでは、ナポレオン戦争が終結し、ウィーン条約が締結された1815年から1865年の間に、100万人以上のイギリス人がカナダへと移民した。

## 両カナダにおける反乱

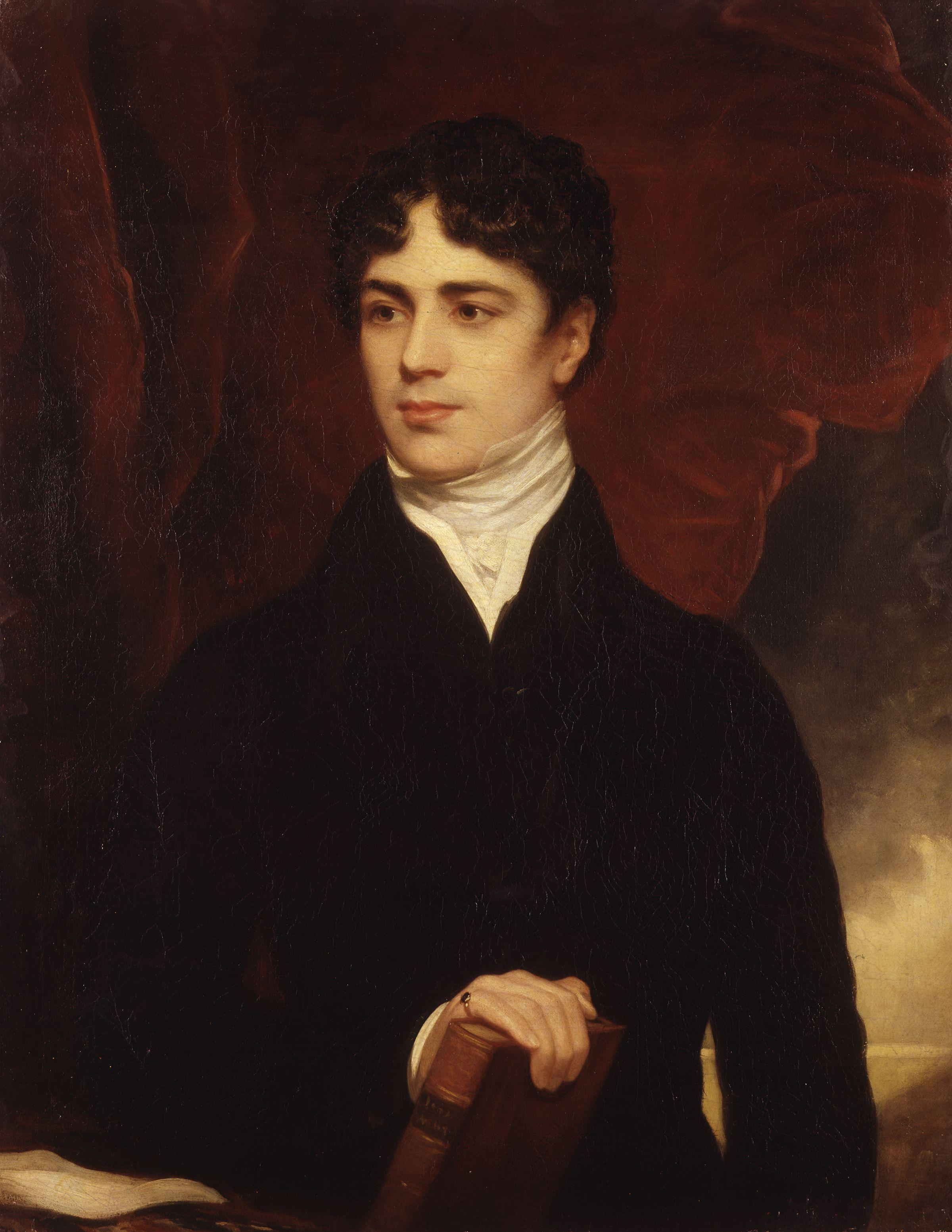
ダラム報告書を提出したジョン・G・ラムトン

1837年、ローワー・カナダでは、大量にカナダに流入してきたイギリス人に警戒心を抱くようになる。そして、ローワー・カナダが所有していた毛皮の交易権も、イギリスのハドソン湾会社が吸収し、イギリス人によってコレラももたらされ、ルイ・ジョセフ・パピノー率いる愛国社党は、イギリス政府に対して、議会の権限強化などを求める92か条の決議を提出するが、イギリス政府は黙殺する。不満が鬱積した愛国社党は1837年11月、武装蜂起する。だが、1838年11月に、反乱は失敗に終わり、首謀者のパピノーは逃亡、その他の反乱指導者12名が処刑された。
一方、イギリス系住民が多いアッパー・カナダでも反乱が起きる。アッパー・カナダでの反乱は、スコットランド出身の議員ウィリアム・ライオン・マッケンジーが指導者を務め、彼はアッパー・カナダに憲法の制定並びに責任政府（内閣）の樹立とイギリスからの独立を主張する。ローワー・カナダでの反乱が起きると、マッケンジーは便乗する形でアッパー・カナダの反乱を起こした。アッパー・カナダの反乱は小規模であり、すぐに鎮圧されたが、イギリス系住民の多いはずのアッパー・カナダでの反乱はイギリス政府には衝撃的であった。
そこで、イギリス政府はダラム卿ジョン・G・ラムトンをカナダに派遣し、彼はアッパー・カナダとローワー・カナダ両方を視察する。彼は、1838年5月下旬から11月初頭までカナダに滞在し、1839年1月末にダラム報告書として知られる報告書をイギリス政府に提出した。ダラム報告書の内容は、反乱が起きた両カナダに対して、責任政府（内閣のこと）を樹立し、両カナダの統合を提言したものである。なお、ダラムは、フランス系住民を、歴史も文学も持たぬ民族であると蔑視していた。このダラムの蔑視に対して、フランス系住民はフランス視点からのカナダ史を出版した。
イギリス政府はダラム報告書に否定的であったが、両カナダ統合のためこれを受諾し、1841年2月、両カナダを統合し、議会を制定、議席数は東西カナダ同数、英語が公用語とされた。両カナダはアッパー・カナダは西カナダとなり、ローワー・カナダは東カナダとなった。議席数は一見平等に見えるが、実際は当時フランス系住民が住む東カナダの人口は67万人、イギリス系住民が住む西カナダの人口は48万人であったため、イギリス系住民に有利なようになっていた。
だが、次第に西カナダの人口が増え、1851年になると、東カナダの人口は89万人、西カナダの人口は95万人と逆転現象が起き、イギリス系住民の多い西カナダからすると同数の議席数は西カナダの首を絞めることになるため、西カナダは人口に応じた議席代表制を要求する。この頃、政権交代がたびたび起き、1856年5月から1864年3月までで、政権が7回交代した。

## 南北戦争とカナダ自治領の成立

### 南北戦争
1861年、アメリカにおいて南北戦争が勃発する。イギリスは、中立宣言を行ったものの、どちらかと言えば南部を支持する発言を行う。これによって、北部はカナダに対して敵意を持つようになる。この時点で、アメリカ（北部）とカナダは大西洋岸の漁業権問題などの多くの問題を抱え、北部では、カナダ併合の意見まで出る。
結局、南北戦争は1865年に終戦を迎え、カナダと北部との間で大規模な武力衝突が起きることは無かったが、カナダはイギリス支配のアイルランド開放を訴える革命グループ、フィニアンから攻撃を受けることはあった。とはいえ、1865年には、南北戦争勃発以前に締結されていた米加互恵条約を一方的に破棄されたり、北軍がイギリスの郵便船トレント号を臨検し、搭乗していた南部の使節を誘拐するなど軍事的緊張が高まる一幕もあった。

### カナダ自治領の成立

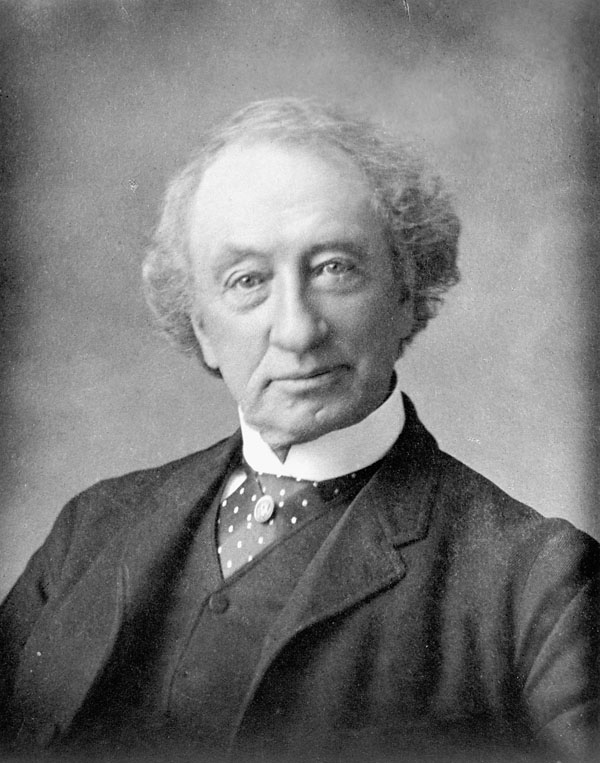
大連立内閣の首相となったジョン・A・マクドナルド

カナダの政界では、度重なる政権交代を受けて、1864年6月、イギリス系とフランス系が結託し、自由党・保守党からなる大連立内閣が成立し、ジョン・A・マクドナルドが首相となった。マクドナルドは、カナダの連邦結成と、議会選挙における人口比例代表制の導入、大陸横断鉄道の建設を公約した。この頃、大西洋沿岸では、ノバスコシア、ニューブランズウィック、プリンスエドワード島の3植民地のみによる沿海同盟計画が進行していた。だが、これは連合カナダの大連立内閣からすると、連邦結成に遅れが生じるため、1864年9月に、大連立内閣はシャーロットタウンにて、沿海植民地会議に参加し、沿海植民地を連邦へと引き込みを図る。そして、1864年10月に、5つの植民地の代表者をケベック・シティーに召集し、連邦結成に向けた72か条からなるケベック決議を採択する。このケベック決議は、連邦政府と州政府の役割を定義したもので、西カナダがオンタリオ州、東カナダがケベック州となる。ケベック決議は、1865年3月11日に、賛成多数で可決され、発効された。
そして、1866年12月、ロンドンにおいて、ロンドン会議が開催され、143か条からなる英領北アメリカ法が制定される。そして、国名はカナダ自治領となり、1867年3月、ヴィクトリア女王が英領北アメリカ法を公布し、オンタリオ州、ケベック州、ニューブランズウィック州、ノバスコシア州の4州からなるカナダ自治領が発足した(1867年7月1日) 。英語での名称はドミニオン・オブ・カナダとなり、ドミニオンは聖書の詩篇72篇8節のドミニオンから取られた。1873年、プリンスエドワード島がカナダ自治領に加わる。
だが、自治領の成立が、国家の独立という訳ではなく、外国との条約交渉権と憲法（英領北アメリカ法）は依然イギリスが掌握していた。

## ルイ・リエルの反乱と大陸横断鉄道の建設

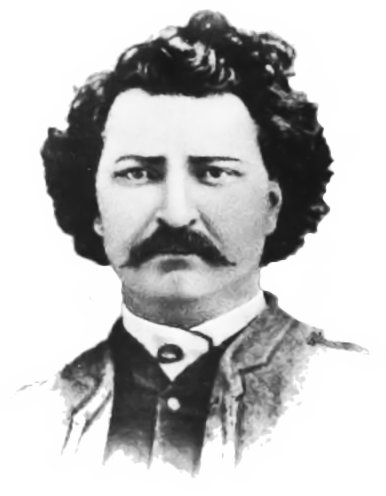
2度にわたり反乱の指導者となったルイ・リエル

自治領アメリカ成立後、カナダ西部は当時アメリカが併合を企図していた。そのため、政府はハドソン湾会社と連携し、ハドソン湾会社が所有する領地ルパート・ランドを取得し、大陸横断鉄道を開通させ、農業開拓を行うことが政府に求められていた。1869年、ルパーツランドは、ノースウェスト準州となった。
だが、ノースウェスト準州の連邦編入に当たっては、同地のレッドリバー植民地の先住民とメティスの権利や意向を無視したもので、1869年10月、メティスのルイ・リエルが反乱を起こし、彼は臨時政府を樹立する。政府はルイ・リエルの臨時政府と交渉を行い、レッドリバー植民地をマニトバ州として連邦に編入、住民の財産と権利を保障し、カトリック信仰も容認した(1870年7月)。同州は、その狭さから「郵便切手サイズの州」と揶揄された。ルイ・リエルは、臨時政府を攻撃したカナダ党のトマス・スコットを処刑したため、イギリス系住民はルイ・リエルに反発し、ルイ・リエルの蜂起は支持を得られなくなる。政府は、イギリスの正規軍とカナダの民兵を派遣し、鎮圧にあたり、1870年8月にリエルは逃亡し反乱は一旦は終息した。
カナダにおける鉄道建設は、1830年代から始まっていた。だが、その時はわずか数 kmの距離であり、本格するのは1850年代からで、その中でもっとも大規模だったのはグランドトランク鉄道であったが、利益を上げられず、1861年に破産してしまう。政府は、グランドトランク鉄道の支援に乗り出し、大陸横断鉄道の建設に乗り出す。
1871年、植民地ブリティッシュコロンビア州も、連邦政府への編入を承諾し、大陸横断鉄道建設が推進される。大陸横断鉄道建設に当たっては、中国人移民が安価な労働力として鉄道建設業に従事した。大陸横断鉄道建設は極めて危険な作業で、最難関とされた山間部の工事には、中国人移民は、数百人が落命する。大陸横断鉄道建設と並行して、1873年に、連邦政府は騎馬警察を組織し、彼らは西部の治安維持を行い、未開地の入植を推進させた。
だが、大陸横断鉄道建設には莫大な資金がかかり、政府は幾度も援助を行った。全線開通間近というところで、資金が底を尽き、政府は出資を渋る。そんな折、1885年、鉄道建設によって居住地を追われたメティスが、再びルイ・リエルを指導者に擁立し、反乱を起こした。
政府は、大陸横断鉄道によって素早く鎮圧部隊を展開することができ、鉄道の有用性が評価され、大陸横断鉄道に資金を投入し、1885年11月7日大陸横断鉄道が落成した。なお、反乱の首謀者ルイ・リエルは絞首刑となった。

## 外交権問題

### ワシントン条約
南北戦争では、イギリスは中立を表明したが、南部のために軍艦を建造していた。その1隻にアラバマ号があり、同軍艦は、北部に対して打撃を与えていた。1871年、アメリカは、アラバマ号の攻撃による賠償請求をイギリスに対して行う。カナダは、アメリカとサンファン島を巡る国境問題と、北大西洋での漁業問題を抱えていたこと、そしてアメリカとの互恵条約を検討していたことから、交渉の場に加わる。
だが、外交権が無いカナダは、意見を通すことができず、米英の間で交渉が進展し、サンファン島はドイツ皇帝ヴィルヘルム1世の仲裁により、アメリカへの帰属が確定してしまう。北大西洋沿岸における漁業権については、漁業免許をアメリカがカナダに550万ドルを支払うことで合意した。漁業権については、カナダに有利な条件に思えたが、結局、アメリカは支払金額が高すぎるという理由で、漁業免許の更新を1885年7月に破棄し、アメリカ側の漁民は、違法漁業を行い、カナダがこれら違法漁船を拿捕することになる。アメリカとの互恵条約は米英からは無視されてしまう。

### アラスカの国境確定
1896年、クロンダイク川流域においてゴールドラッシュが起きる。同地の境界線画定を巡り、カナダとアメリカが対立する。結局境界については、イギリスとアメリカが交渉し、1903年、アメリカにとって有利な境界線が確定する。カナダも一応交渉団に含まれていたが、外交権が無かったため、なすすべがなく、交渉団に入っていた首相のウィルフリッド・ローリエは外交権の必要性を痛感する。

## 20世紀初頭前後の内政並びに対外問題

### マニトバ学校問題
1890年、マニトバ州において、イギリス系住民とフランス系住民を別々に教育する分離学校制度の禁止、公立学校におけるフランス語のカトリック教育を行う制度の廃止が決定され、英語を公用語とすることが取り決められた。これはプロテスタント住民が激増したという事情や、当時のケベック州は、イギリス系住民やアメリカの実業家が経済を牛耳っていたことが背景にあった。
これに対して、マニトバ州のカトリック教徒はプロテスタントと比べマニトバ学校法が不平等であるとして、提訴し、1892年7月、イギリス枢密院司法委員会(最高裁)は、マニトバ州の立場を擁護し、原告の提訴を退けた。連邦政府は、枢密院の判断を仰いで、マニトバ州政府の教育制度に介入する。与党のローリエ自由党政権は、マニトバ州の学校教育を支持したが、公立学校における放課後のカトリック教育を容認するという妥協案で決着した。

### ボーア戦争

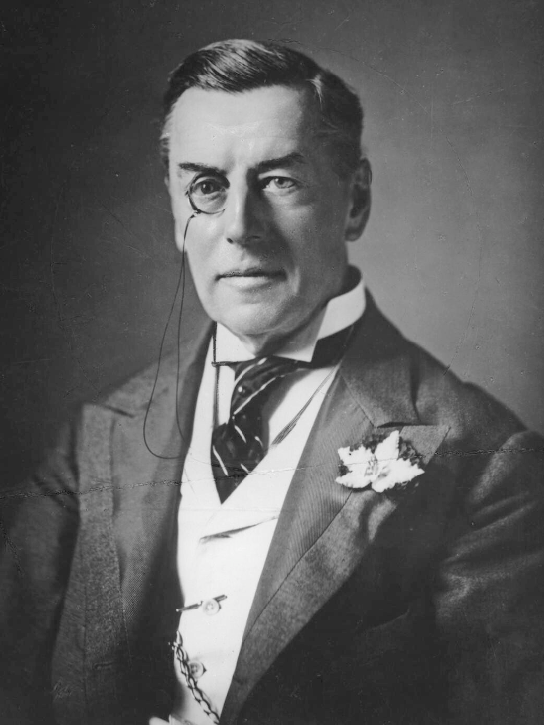
ボーア戦争でカナダに派兵を要請したジョゼフ・チェンバレン

1899年10月、ボーア戦争が勃発する。ボーア戦争開戦直前、イギリスの植民地大臣ジョゼフ・チェンバレンは、カナダの参戦を要請する。なお、この派遣要請は当時の首相ローリエを通さずに、カナダの軍上層部が軍の派遣を検討していた。そして、チェンバレンは、南アフリカへの兵の派兵について感謝の手紙を当時の首相ローリエに送り、ローリエを仰天させる。
ローリエは、イギリスの戦争に否定的なフランス系住民に配慮し、1千人志願兵を上限として南アフリカへと派遣することにした。結局、1902年に終戦するまでに、7000人程又は8400人のカナダ人がボーア戦争において軍役に就いた。海外の戦争に対する派兵はその後も第一次世界大戦、第二次世界大戦でも問題が起きる。

### アジア系移民の扱い
カナダは移民が盛んな国であったが、アジア系移民は差別された。大陸横断鉄道建設に貢献した中国移民であったが、鉄道建設が完了すると、彼らは入国する際人頭税が課せられるようになり、1885年から1人あたり50ドルの人頭税が課せられるようになる。1904年には500ドルになった。ついに1932年には、中国人の入国が制限された（その後1947年に廃止）。
カナダと日本の定期就航船は、1895年に横浜とバンクーバー間に設定され、1896年から1900年までに約1万3千人の日本人がカナダへと渡る。1902年に日英同盟が成立したため、日本とカナダの関係は悪くは無かったが、日本が日露戦争に勝利すると黄禍論が叫ばれるようになる。また、安い賃金であっても勤勉に働く日本人移民は、白人からすると労働力を奪う存在として警戒心を抱かせた。
遂に、1907年バンクーバーにおいて、白人が日系、中国系住民に対する暴力事件が起き、1908年、カナダは日本人移民を年間400人にまで制限するルミユ協定を締結する。

## 第一次世界大戦と戦間期

ソンムの戦いにおける塹壕の様子

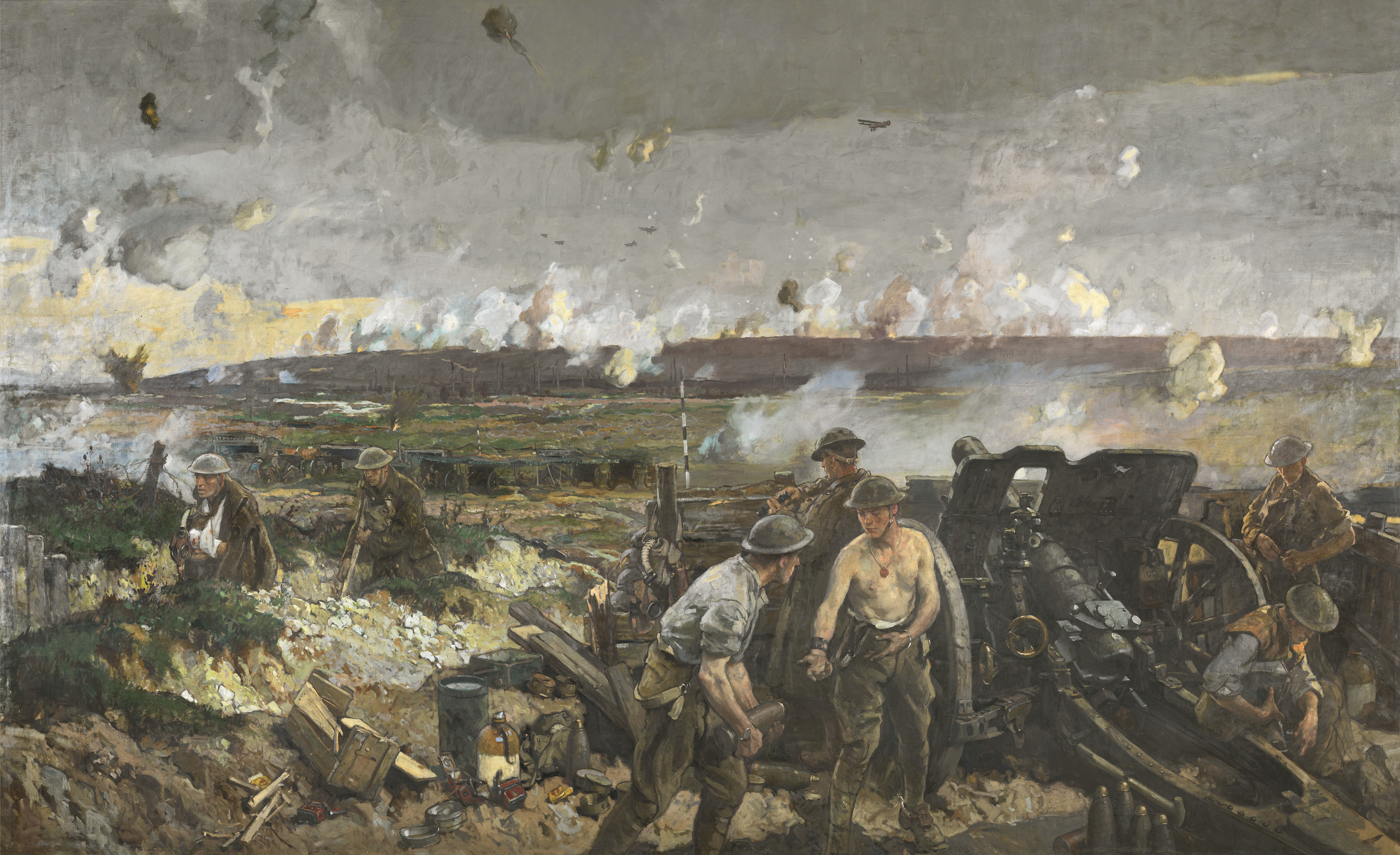
カナダ軍が従軍したヴィリー・リッジの戦いを描いた絵画

ボーア戦争終結後、ヨーロッパでは、イギリスとドイツによる建艦競争が起き、イギリスは各植民地に対して海軍の支援を要請する。1910年、与党自由党首相ローリエは、カナダ海軍創設法案を提出し、可決された。ローリエの当初想定では巡洋艦5隻、駆逐艦6隻という比較的小規模な海軍であった。だが、小規模な海軍では、イギリス系住民からは、イギリスへの貢献を果たしえないとし、フランス系住民からは海軍創設はイギリスへの迎合に他ならないとして、与党自由党に不満が募り、自由党は1911年の総選挙で敗北、保守党のロバート・ボーデンが首相となり、彼は、大規模な艦隊を要求する。だが、そうこうしている間に第一次世界大戦が勃発する。
1919年6月、サラエボ事件が起き、第一次世界大戦が勃発する。イギリスの参戦により、カナダも自動的に参戦することになる。1914年10月、3万人のカナダ兵がヨーロッパへと派遣された。第一次世界大戦のカナダの派兵については、イギリス系住民は賛成し、フランス系住民は反対する。イギリスから、カナダの派兵が要求され、1916年6月までに、カナダ軍には30万人の入隊希望者が出る。当初戦争は早期終結が目されていたため、戦争への熱が高まったが、戦争は想定以上に長期化し、カナダ軍にも大量の戦死者が生じる。カナダでは軍は志願制だったが、戦死者の増加により、徴兵制の導入が検討され、特にケベック州のフランス系住民による猛反発はあったものの、1917年9月徴兵法が成立し、1918年4月に徴兵制が導入された。徴兵された約10万人の兵士は、約2万人強が西部戦線へと派遣された。
カナダ軍は、第一次世界大戦の主要な戦いであるイーペルの戦い、ソンムの戦い、ヴィミー・リッジの戦いにも従軍、ヴィミー・リッジの戦いでは多大な犠牲を払いながらも、戦果を挙げ、現地フランスの新聞でその勇敢ぶりを絶賛された。第一次世界大戦でカナダは1918年時点で約800万人であったが、約63万人が兵役に就き、約6万人が戦死する。
第一次世界大戦の貢献によって、カナダは国際社会において存在感を高め、1919年のパリ講和会議では、カナダはイギリスではなく一国の代表として出席した。カナダは国際連盟とILOに加盟する。
カナダ本土は戦禍に晒されることは無かったものの、1917年2月6日には、ハリファックス港で、ベルギー船とフランスの弾薬輸送船が衝突したことによって大量の死亡者が出てしまう（ハリファックス大爆発）。

### 女性の参政権

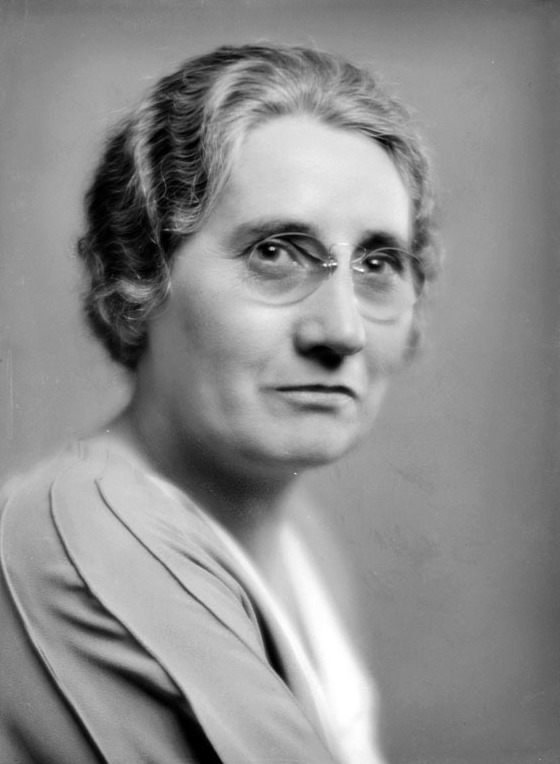
初の女性下院議員のアグネス・マクウェイル

第一次世界大戦中、1916年のマニトバ州で女性の参政権が認められる。この動きは他の州に波及し、1922年までケベック州を除く全ての州に女性の参政権が認められた。1921年12月の総選挙では、初の女性下院議員マグネス・マクフェイルが誕生する。1929年には、上院でも女性の参政権が認められた。

### バルフォア報告書とウェストミンスター憲章
イギリスを構成する南アフリカやアイルランドが自治権の拡大を要求し、1926年10月、帝国会議を受けて、バルフォア報告書が提出される。バルフォア報告書において、各自治領とイギリスの対等が認められた。
バルフォア報告書の内容を受けて、1931年ウェストミンスター憲章がイギリス議会において可決され、これによってカナダはイギリス本国と同等となり、自治領から主権国家となった。前後するが、バルフォア報告書の内容を受けて、カナダは1926年アメリカに、1928年フランスに、1929年に日本に公使館を設置した。

## 世界恐慌

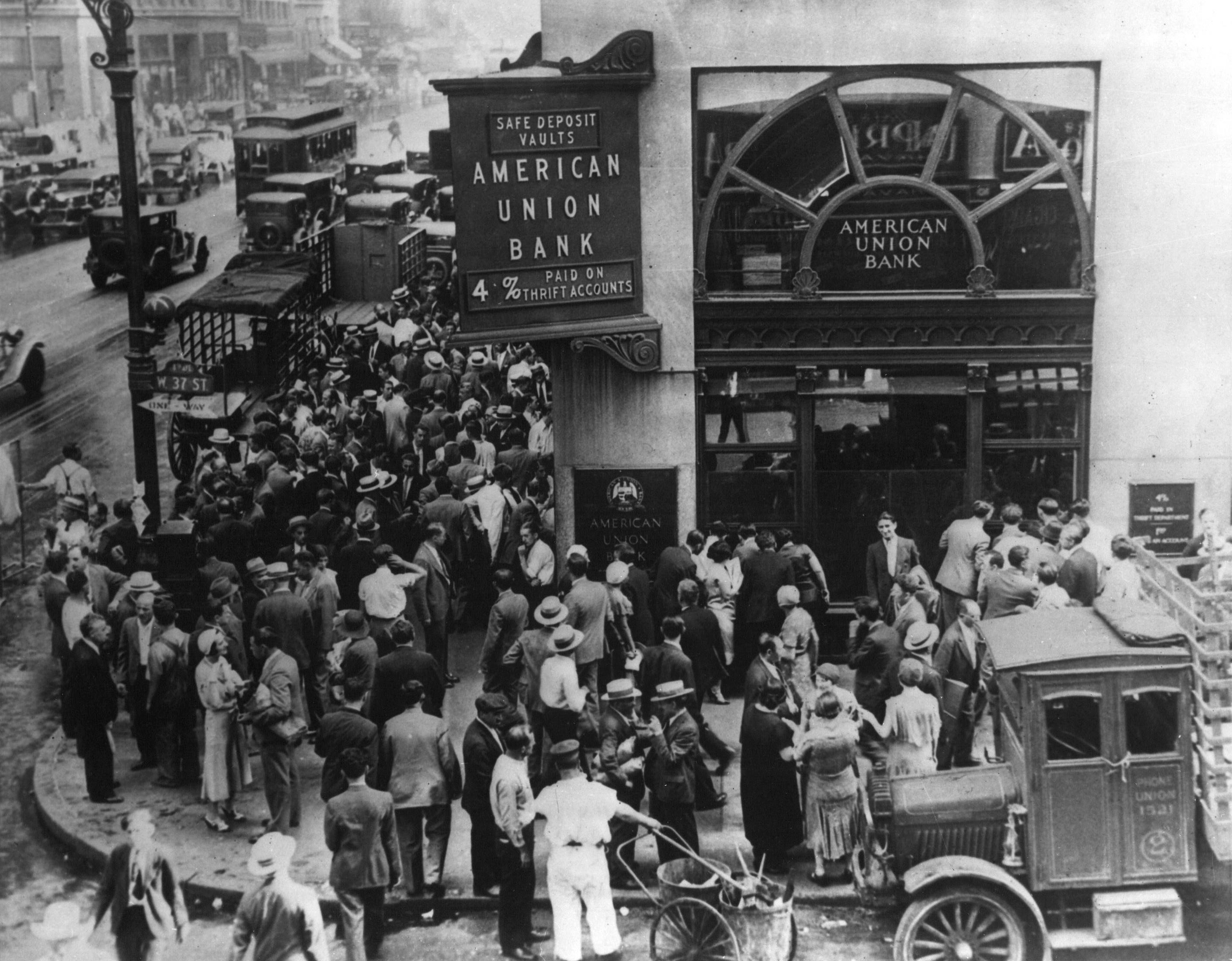
世界恐慌発生時、ニューヨークのアメリカ連合銀行に集まった人達

カナダは第一次世界大戦では、国土が戦場となることは無かったため、ヨーロッパの同盟国に対する物資の供給によって、経済繁栄を享受できた。だが、1929年10月29日、ニューヨーク証券取引所で株価が大暴落し、世界恐慌が起きる。カナダ経済は輸出に依存していたこと、アメリカ経済と密接な関係にあったため、世界恐慌の影響を真正面から受ける。カナダが誇る農作物である小麦は、1929年秋から冬にかけて小麦価格が30%も下落し、干ばつ被害に見舞われる。そして、アメリカは高関税を発動し、カナダ経済は一層深刻な状態に落ち込む。失業率は上昇し、1929年の2.4 %から1933年には20%又は26%にまで上昇する
だが、当時与党の自由党ウィリアム・ライアン・マッケンジー・キング首相は、この大恐慌を一過性の現象として受け止め、自由放任政策を取った。そして、1930年7月に総選挙が行われ、与党の自由党は敗北、保守党が勝利し、リチャード・ベッドフォード・ベネットが首相となる。首相となったベネットは、景気回復のために失業者対策やイギリスとカナダ以外の輸入品には高関税を課すという保護関税を打ち出した。だが、ベネットのこれらの政策は景気浮揚につながらず、1935年にベネットはカナダ版ニューディール政策を打ち出すが、既に手遅れだった。アメリカは、ベネットが打ち出した高関税に不満が募り、ベネットが提案した互恵通商協定については、1935年にカナダでは総選挙を控えていたため、アメリカ側は調印を遅らせた。
1935年10月、総選挙が開催され、保守党は敗北し、マッケンジー・キングが首相に返り咲き、彼はアメリカとの互恵通商条約締結に成功する。この条約締結が成功した理由としては、マッケンジー・キングとアメリカ合衆国大統領フランクリン・ルーズベルトとの関係が良かったことが原因としてあげられる。だが、アメリカとの互恵通商条約が締結されたものの、景気の本格的回復は実現できず、景気回復が実現したのは第二次世界大戦によってであった。

## 第二次世界大戦

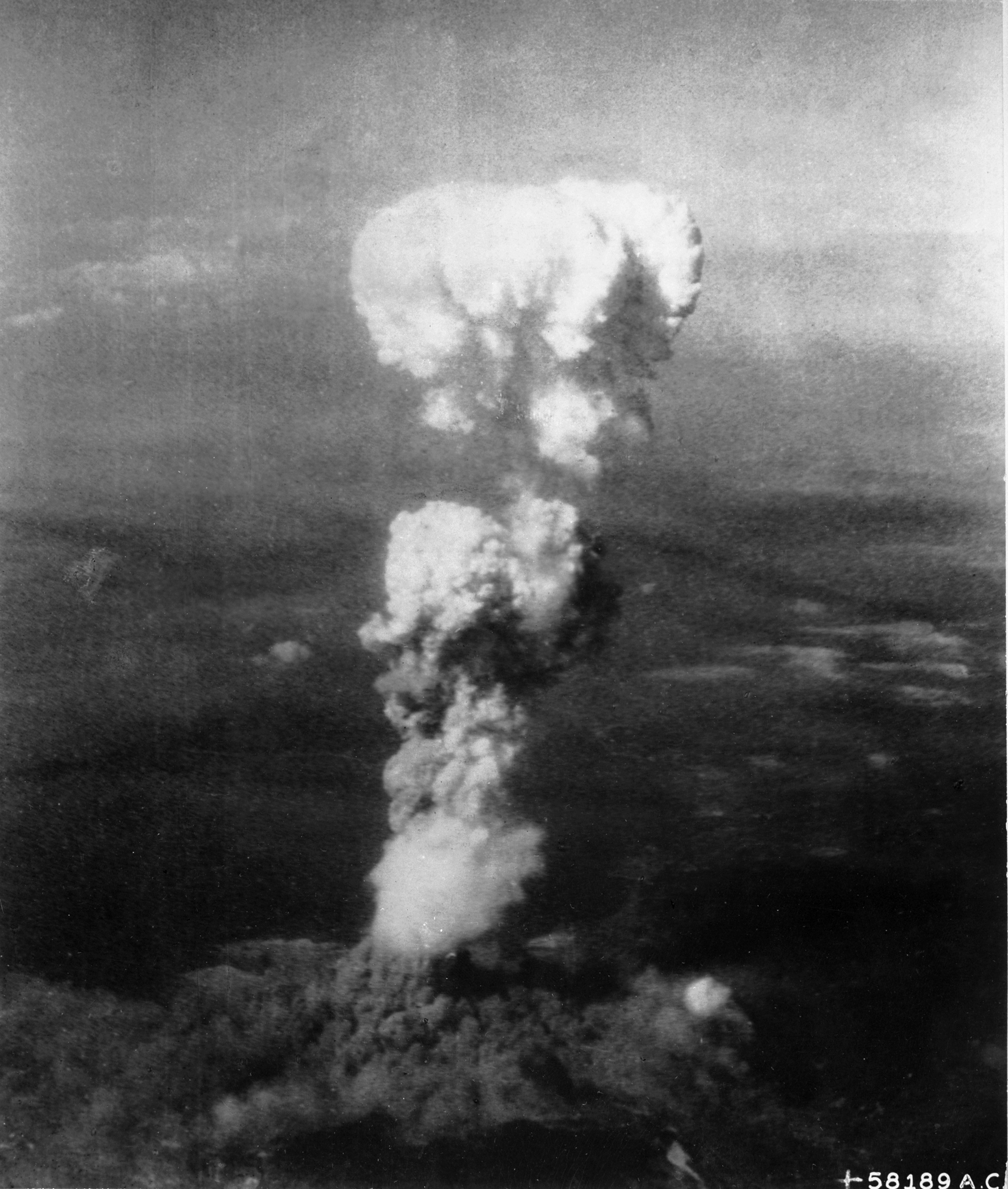
広島に投下された原爆によるキノコ雲（8月6日）

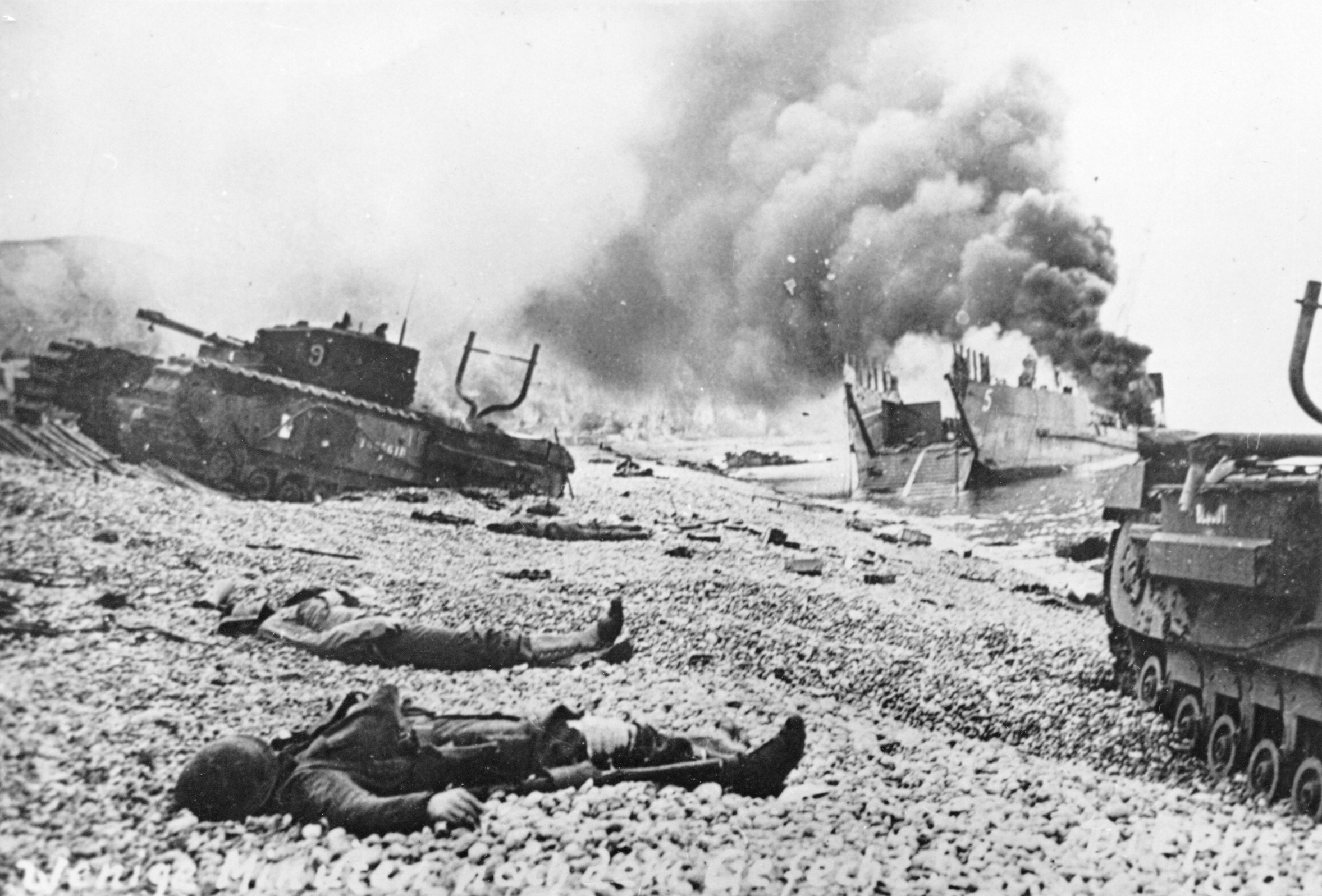
ディエップの戦い。戦死したカナダ兵

1931年、日本の関東軍によって満州事変が勃発するが、カナダは国際連盟の場では、いずれは満州に平和が訪れると考え、日本の行動を黙認した。そして、イタリアによるエチオピア侵攻については、国際連盟のカナダ代表はイタリアに対して石油の禁輸を訴えかけるが、カナダ政府はこれを否定した。スペイン内戦では、政府としてはカナダ人の国際旅団の加盟を禁止した。だが、実際には、1300人以上のカナダ人が国際旅団に参加した。
ドイツでは1933年にヒトラー政権が誕生し、首相であるマッケンジー・キングはアドルフ・ヒトラーとベニート・ムッソリーニに対して、第二次世界大戦勃発まで平和を呼びかけていた。1937年6月末、マッケンジー・キングは、ヒトラーと対談の場を持ち、ドイツの再軍備表明を懸念したが、ヒトラーは戦争を望んでいないと言う強い言葉を信用し、マッケンジー・キングは、ヒトラーを誠意と愛国心に満ち溢れた魅力的な人物と考えた。
カナダは、軍隊の装備も旧式であり、戦力も乏しかった。キングは1939年3月30日、海外派兵に向けた徴兵は行わないことを公約した。だが、万が一戦争突入に備えて、防衛予算は順次増やしていった。具体的には、1937年防衛予算は、1937年に3300万ドルだったのが、1939年には1億2700万ドルにまでひきあげられた。
1939年9月1日、ドイツによるポーランド侵攻によって、第二次世界大戦が勃発する。カナダは即座に議会において、カナダ参戦を討議し、9月10日にイギリス国王ジョージ6世によって、カナダはイギリスとは別に独自の対ドイツ宣戦布告を行った。戦争勃発直後、志願兵が増大し6万人の男女が入隊し、1939年12月から1940年1月にかけて、イギリスへと派遣された。だが、フランスにおけるイギリスの敗北によって、ほとんど戦うことは無かった。その後もカナダ軍の志願兵は増え続け、1944年には、42万人にまで到達した。
1941年12月7日（現地時間）、真珠湾攻撃が起き、カナダは日本にも宣戦布告を行う。香港においてイギリス軍の一部として、カナダ軍約2千人が駐留し、日本軍と戦ったが、香港は日本の手に落ちた（香港の戦い）。これを受けて、カナダ国内では徴兵制を求める声が高まる。カナダ政府は、1942年4月27日、徴兵制導入の是非を国民投票にかけ、投票の結果賛成多数となった。なお、フランス系カナダ人は徴兵制導入には反対だった。
カナダは、香港以外にも日本と交戦している（内一つは未遂）。カナダ軍はキスカ島の攻撃に従軍した。だが、攻撃時には日本軍は既に撤退しており（キスカ島撤退作戦）、カナダ軍がアラスカに移動する際に、装備品に関税をかけられるという結果に終わる。1942年6月21日には、日本軍の潜水艦がバンクーバー島にある無線交信所に対して砲撃したことがあった（アメリカ本土砲撃#バンクーバー島砲撃作戦）。
徴兵は賛成多数で可決されたものの、マッケンジー・キングは、徴兵した兵士の海外派兵には慎重な姿勢を取り、当面は志願兵のみを海外派兵することを表明した。徴兵された兵士がヨーロッパに実際に派兵されたのは、第二次世界大戦の終戦間際1944年末の事であり、1万人から1万6千人が派兵された。だが、徴兵された兵士で海外派兵が決まった兵士は脱走や、反乱を行うなど芳しくなかった。
カナダは第二次世界大戦では、1942年8月のディエップの戦い、1943年7月から1944年9月にかけてのイタリア戦線、1944年6月にはノルマンディー上陸作戦に従軍した。カナダは第二次世界大戦で、人口1100万人又は1200万人に対し、108万人が従軍、4万人ほどが戦死した。
カナダは、第二次世界大戦中は、イギリスに向けた軍需物資の製造と輸出を行い、経済は好景気を迎えた。
カナダは、ウランが採掘可能なため、原爆開発に対してウランを提供する。原爆の研究施設もモントリオールに所在していた。

## 第二次世界大戦における強制移住

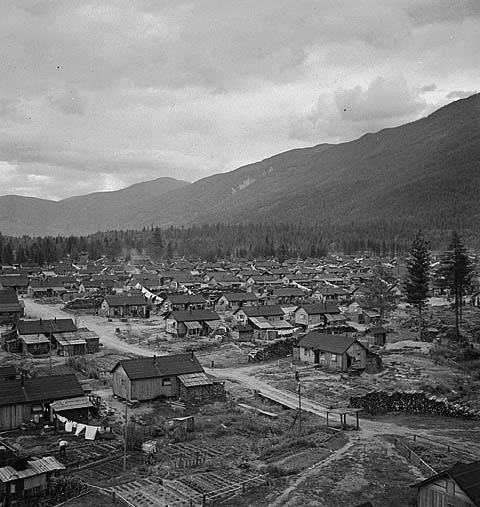
ブリティッシュコロンビア州内陸部に設けられた強制収容所

第二次世界大戦中、カナダは、ドイツ系カナダ人とイタリア系カナダ人を敵性外国人として逮捕する。日系カナダ人も例外ではなく、日系カナダ人の扱いは苛烈で、彼らは差別され、強制移住や強制収容、肉体労働に従事することとなった。戦後の1988年リドレス合意によって、カナダ政府による公式謝罪と補償が与えられることとなった。

## 戦後直後と冷戦時代
第二次世界大戦終戦後、国際連合が設立され、カナダは原加盟国となる。カナダは国際連合の場において、大国でも小国でもないミドルパワー国家が平和維持に貢献すべきであると表明した。1945年9月、グーゼンコ事件が起きる。これは、カナダ駐在のソ連大使館職員イゴール・グーゼンコが機密書類を元手にカナダへと亡命した事件である。戦時中、ソ連はカナダにおいて、原子爆弾に関するスパイ網を張り巡らせていたことが発覚する。スパイはカナダの国家組織の様々なところに浸透しており、12人の逮捕者が出てしまう。これがきっかけで、カナダは東西冷戦に巻き込まれることとなる。
1949年、カナダは北大西洋条約機構(NATO)に加盟し、その他国際復興開発銀行、国際通貨基金、GATTなどの創設にも関与し、在外公館も1949年秋までに、戦前の5か所から35か国に増やした。
1950年6月25日、朝鮮戦争が勃発し、カナダは志願兵からなる2万2千人又は2万7千人を派遣し、300名ほどが戦死した。カナダは、朝鮮戦争に派兵したものの、戦線拡大は望まず、北緯39度線または北緯40度線での進軍停止を呼びかけていた。

### 第二次中東戦争

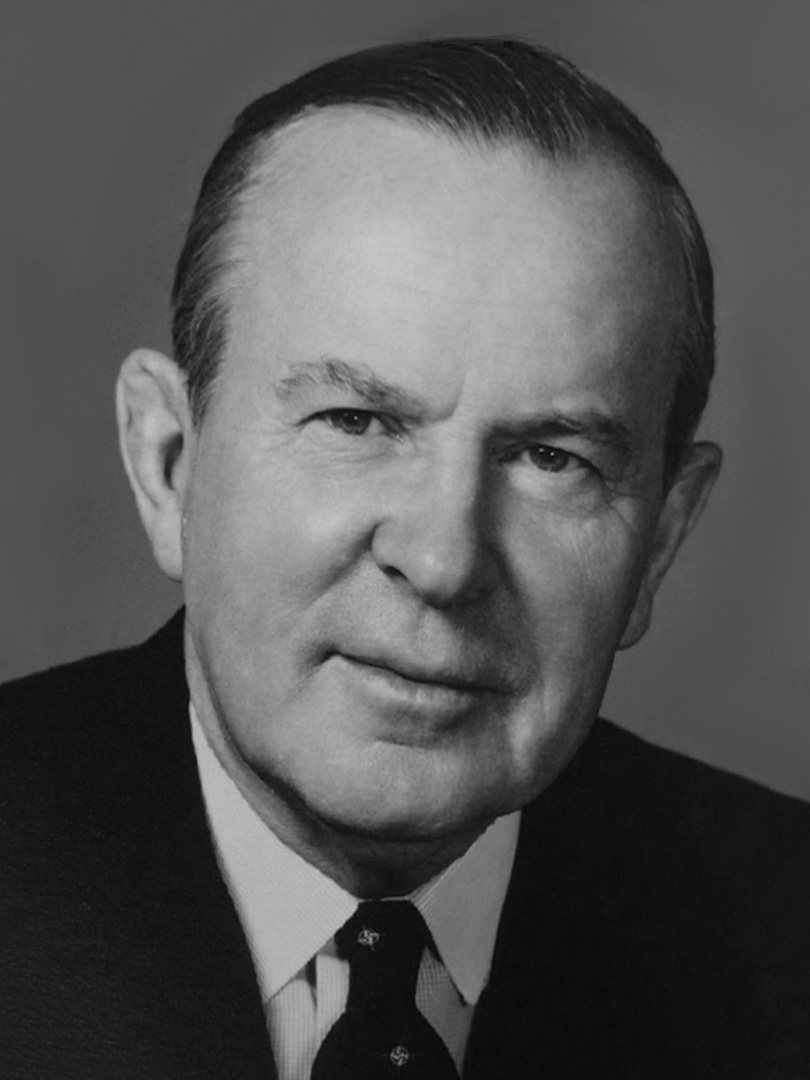
国連緊急軍を提案したカナダ外相レスター・B・ピアソン

1956年、エジプト大統領ガマール・アブドゥル＝ナーセルが、スエズ運河の国有化を宣言し、イギリスとフランスがこれに反発し、イスラエルも同調し、10月29日にシナイ半島を侵攻した。カナダは、国連の場で、国連緊急軍の編成と現地に派遣することによって、停戦することを提案し、賛成57か国、反対0か国、棄権19か国によって、反対なしの賛成票のみで可決される。
こうして、国連緊急軍が編成され、カナダ人軍人E・L・M・バーンズが司令官を務めたが、エジプトのナーセル大統領からはカナダ軍の軍服がイギリス軍の軍服と似ていることから、現地の駐留は拒否されてしまう。だが、国連緊急軍によって、イギリス軍、フランス軍、イスラエル軍はエジプトから撤退した。国連緊急軍を提案したカナダの外相レスター・ピアソンには1957年にノーベル平和賞が授与された。この国連緊急軍が、現在のPKO活動へとつながる。

### 戦後の米加関係
カナダはアメリカとの結びつきが強かったが、必ずしも始終友好関係であったわけではない。カナダとアメリカは1958年に北米防空協定（NORAD）を締結し、共同防衛に関しては、アメリカとカナダとの間で協議を行うこととなっていた。だが、キューバ危機の際には、アメリカ合衆国大統領ジョン・F・ケネディは、事前に防衛に関してカナダと協議の場を持つことが無く、事後でカナダに防衛協力を要請するという有様だった。ベトナム戦争では、当時の首相レスター・B・ピアソンがアメリカによる北爆を批判し、リンドン・ジョンソン大統領を激怒させてしまう。また、カナダは中国との国交樹立に向けて動き出し、これもジョンソン大統領が抗議した。結局、カナダは1969年10月13日、中国との国交を樹立する。
なお、カナダは核兵器に関しては、アメリカから購入した対空ミサイルに核弾頭を装備するか否かで、カナダ国内で激しい議論が行われ、結局核兵器を配備することが決定された。このカナダの核兵器配備も、アメリカからの条件提示によって配備を承諾させられた。その後、カナダは1984年に核兵器を撤去した。

### ケベックにおけるナショナリズムの隆盛

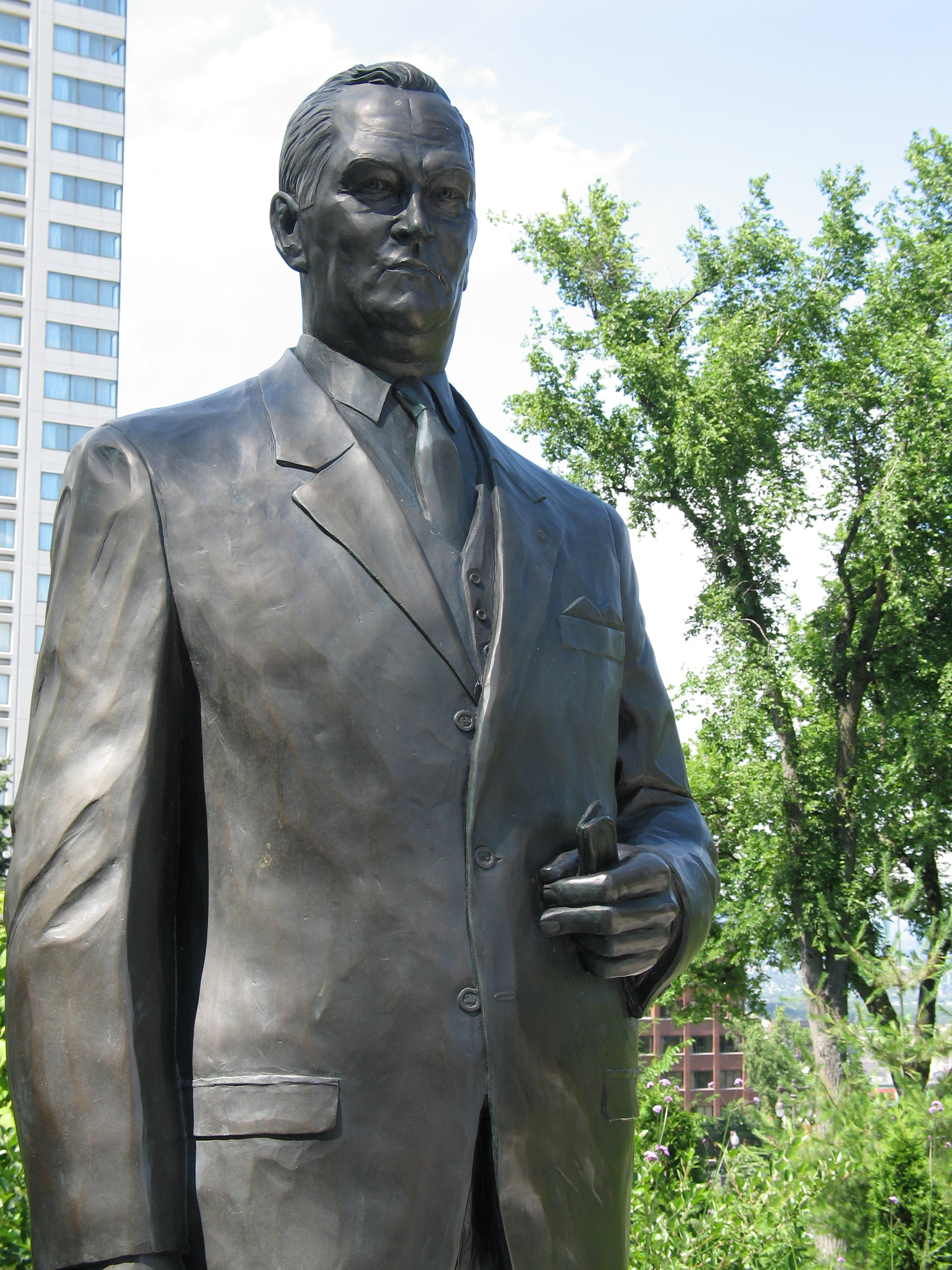
静かなる革命を推進したジャン・ルサージュの像

第二次世界大戦終戦直前の1944年から1959年9月まで、ケベック州では、モーリス・デュプレシが州政府首相となっていたが、金権政治による腐敗と、カトリックの価値観保持によって、ケベック州の社会と経済は停滞していた。1959年9月にデュプレシが急死すると、自由党のジャン・ルサージュが州政府首相となる。ルサージュはケベック州において改革を断行した。彼は、情実人事を廃止し、汚職根絶、教育制度改革を行った。経済改革も行い、経営難にあった中小企業や電力会社を州政府が取得し、ケベックの経済発展へとつながった。このケベックの改革を暴力を伴わなかったことから、静かなる革命と呼ばれた。ケベックにおける静かなる革命によって、ケベックではナショナリズムが高揚する。そして、ケベック人という意味の「ケベコウ」という呼称も一般化する。この頃のモントリオールは、英語が事実上公用語となり、これに不満を思ったケベコウの中から、ケベック解放戦線(FLQ)というテロ組織が勃興する。
1967年、モントリオール万国博覧会が開催され、博覧会に招待されたフランスのシャルル・ド・ゴール大統領は演説で、「モントリオール万歳！ケベック万歳！自由ケベック万歳！」と叫んだ。この演説に仰天したピアソン首相は、「カナダ国民は自由であり、カナダの全州も自由である。カナダ人は解放される必要はない」と抗議した。ド・ゴールの演説は、カナダの各州の独立を刺激するものと捉える者もいた。
その他、ケベックのナショナリズムとして重要な事件としては、オクトーバー・クライシスがある。これは、1970年、ケベック解放戦線(FLQ)という過激派が、モントリオール駐在の外交官ジェイムズ・クロスとケベック州の労働大臣ピエール・ラポルトを誘拐した事件で、FLQはラポルトを殺害した（オクトーバー・クライシス）。クロスは釈放されたが、FLQの犯行メンバーはキューバへと亡命し事件は終わる。
このようにケベックでは、不穏な動きが見られたため、連邦政府は1963年に二言語二文化調査委員会を発足させていた。イギリス系カナダ人とフランス系カナダ人の実態について調査を行った。その結果、フランス語話者があらゆる点で不利であることが分かった。例えば、連邦政府機関では、英語が事実上の公用語のため、フランス語での勤務が不可能になっていたり、フランス語話者の雇用や政策面において不利な状況となっていた。こうして、1969年に英語とフランス語を公用語とする公用語法が制定された。だが、その後英語とフランス語以外の話者の移民も増えたため、二言語二文化というのが現状にそぐわなくなり、1971年10月8日ピエール・トルドー首相は、「二言語主義の枠内での多文化主義」を宣言し、多文化主義に向けた政策や体制が整えられるようになる。
フランス語が公用語となったケベック州では、1982年と1995年に分離独立の是非を巡って州民投票が行われた。結果は分離独立反対がわずかに上回り、ケベック州はカナダにとどまることとなった。その後、ケベックにおける分離独立運動は下火となる。

## 憲法制定
カナダの憲法は英領北アメリカ法が憲法であったが、1980年2月28日に首相に返り咲いたトルドーは、憲法改正に取り組む。憲法改正は、1982年3月25日、イギリス議会の承認を得ることに成功した。こうして、憲法をイギリスからカナダへと移管させることに成功し、1982年4月17日、エリザベス2世を式典に招待し、トルドーは以下の通り述べた。

本日、ようやくカナダは全面的且つ完全な国家主権を獲得する。カナダ憲法が里帰りするのである。カナダの最も基本的な法律は、今やカナダで改正できるようになり、イギリス議会に依頼する必要が無くなった

この憲法は通称1982年憲法とも呼ばれるが、ケベック州はこの憲法を受け入れず、2024年1月時点でも1982年憲法はケベック州では発効されていない。

## 東西冷戦終結後
東西冷戦終結後、湾岸戦争では、カナダは多国籍軍の一員として、ペルシャ湾に戦艦を展開する。PKO活動も盛んであったが、1993年にソマリアで行ったPKOで、カナダ兵がソマリアの民間人を殺害する事件が起き、カナダではPKOに対する批判が起きる。
1992年12月、カナダはアメリカとの間に自由貿易協定を締結する。この自由貿易協定は、1994年1月にメキシコを含む北米自由貿易協定(NAFTA)となる。2020年には、NAFTAに代わる、米国・メキシコ・カナダ協定(USMCA)が締結された。
2001年9月11日、アメリカ同時多発テロ事件が起きる。カナダは、アフガニスタンに大規模な部隊を派遣する。だが、イラク戦争では、参戦をきっぱりと拒否した。
2020年に感染拡大した新型コロナウイルス感染症（COVID-19）による、感染者と死者は2022年7月15日時点で、感染者は約400万6千人、死者は約4万2千3百人を記録した（新型コロナウイルス感染症の世界的流行 (2019年-)）。

## 先住民と移民

### カナダ自治領成立後の先住民の扱い

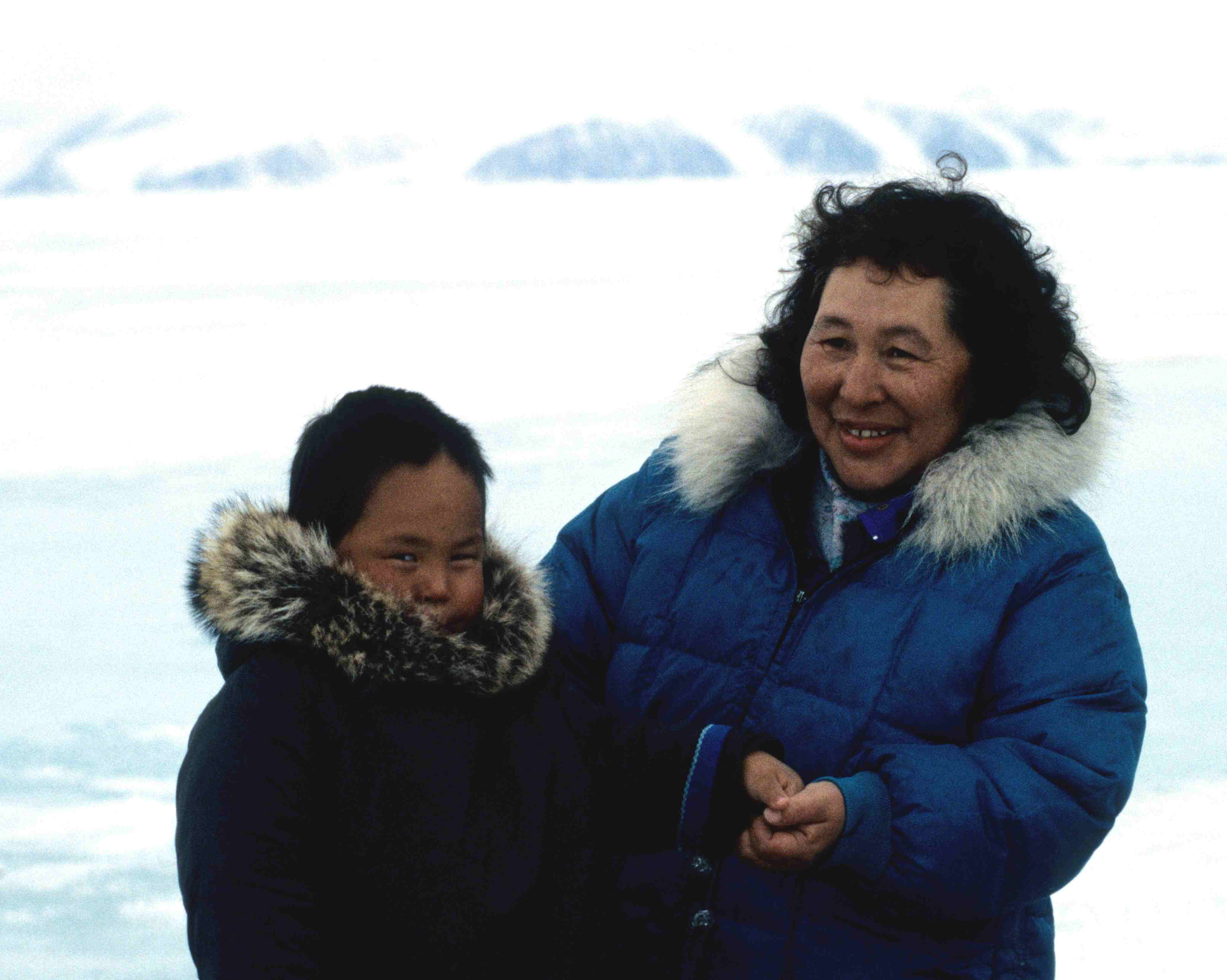
イヌイットの女性と子供の写真(1995年)

本節ではカナダ自治領成立後の先住民について記載する。1867年に成立した英領北アメリカ法では、先住民を巡る責任はカナダ自治領政府にあると定義され、同年先住民法が成立し、先住民を巡る政策が規定された。だが、この先住民法ではイヌイットは法的には無視され、1939年の最高裁の判決によって先住民と同等の権利を得ることとなった。先住民達に選挙権が与えられたのは、1960年の事であり、先住民出身上院議員の任命が行われた。
1968年に首相となったピエール・トルドーは、先住民に対する特別な取り扱いを廃止する方針を打ち出した。特定の民族集団に対して特権を与えることは、それが逆に差別へとつながると考えられたためである。1982年憲法によって、イヌイットなどの先住民の既存の権利の承認が謳われた。だが、1982年憲法制定後も、先住民との間で武力衝突が起きた。
それが、1990年に起きたオカの闘いであり、これはモホーク族が1800年代以来、土地権益を主張してきた土地に対して、ゴルフ場拡張工事がなされようとした。モホーク族はこれに抗議し、ゴルフ場につながる道路を封鎖した。封鎖の強制解除によって、銃撃戦が起き、警察官1名が死亡する。連邦政府はカナダ軍を投入して封鎖を強制解除した。このオカ事件を受けて連邦政府は、1991年に先住民民族問題委員会を設置する。そして、1996年11月、同委員会は、先住民の歴史認識を改め、互いに認め合うという歴史認識に改める。
1999年、イヌイット達による土地請求を踏まえて、ヌナブト準州が発足する。彼らのイヌイット語も公用語として認められた。2000年には、ニスガ族の土地請求に基づいて、彼ら自身による自治政府が発足する。

### カナダの移民政策
カナダは伝統的に移民によって人口を増やしてきた。カナダ自治領成立直後の1860年代には、ジャガイモ飢饉に見舞われたアイルランド人を積極的に受け入れた。アイルランドからの移民によって、イングランド、スコットランドからの移民が相次ぎ、1868年から1年間で移民によって人口が5万人以上増える。1896年から1914年の間に300万人以上の移民がやってくる。この時には移民の出身国はアメリカ、イギリス以外に東欧、北欧、南欧、アジアなど様々な国からの移民がいた。だが、先述したが、アジア系移民は差別されていた。
移民に比較的寛容なカナダであったが、第一次世界大戦が勃発すると、敵対国であるドイツ人の移民受け入れは拒否されることになる。第一次世界大戦終戦後は、ヨーロッパで多くの難民が発生するが、カナダは受け入れを拒否した。これについては、もし受け入れた場合、母国への帰国が可能な状態になったときに帰国させるのが難しくなることを危惧したためである。その後、1929年の世界恐慌が起きると、移民の受け入れ数は制限されることとなる。その受入数は1929年の16万9千人から1935年にはわずか1万2千人程までに低下する。
第二次世界大戦終戦後は、戦争によって荒廃したヨーロッパから移民が大量にカナダへと渡ってくる。1947年には、当時の首相マッケンジー・キングは「政府の方針は移民の奨励によって、カナダの人口を増やす方針である」としたが、これは全世界からの移民を歓迎するという趣旨ではなく、北西欧とアメリカからの移民を優先するという白人優遇の移民政策であり、民族の人口比を保持する意図があった。
1950年代からはカナダは経済成長を遂げ、難民の受け入れも進む。だが、この難民受け入れは人道主義に舵を切ったという訳ではなく、カナダの経済成長に貢献できる人材を求めるという意味合いが強い。実際1952年に発効された新移民法では排他的な移民政策が強化される。市民権の付与はヨーロッパ人、アメリカ人が優先され、アジア系移民の市民権申請は制限された。ただ、欧米からの移民にしても、就労先として受け入れていたのはカナダ人が敬遠していた農作業、鉱山労働、家内労働であり、カナダ側の都合に合わせた移民受け入れを行っていた。
この白人優先の移民政策が変わるのは1960年8月に制定された権利章典によってである。これにより、白人優先の移民政策が変化し、1967年、移民のポイント制度が開始される。これは、移民の年齢、言語能力、カナダ在住の家族の有無、職種、学歴などを数値化したもので、世界各地からの移民を共通の基準で審査する制度である。平等な移民制度が設けられたかに見えたカナダであるが、結局は景況によって、移民数の受け入れは変動する。好景気時には積極的に移民を受け入れ、不景気時になると移民受け入れが制限されるという傾向になっている。

## 年表
- 1000年頃 - レイフ・エリクソンがニューファンドランド島に到達[244][245]。
- 1497年 - ジョン・カボットが北米大陸東岸に到達[244][245]。
- 1534年 – ジャック・カルティエがガスペ半島に到達しフランス領を宣言[234][244]。
- 1583年 – ニューファンドランド島がイギリスの植民地となる[244][245]。
- 1603年 – サミュエル・ド・シャンプランがケベックで初めてカナダに上陸[234]。
- 1605年 - シャンプランがポール・ロワイヤルを建設する[244]。
- 1608年 – シャンプランがケベック・シティを建設[244][245]。
- 1610年 – ヘンリー・ハドソンがハドソン湾を発見[234]。
- 1663年 – ヌーベルフランスがフランス国王直轄地となる[244][245]。
- 1670年 - イギリス国王チャールズ2世によりハドソン湾会社創設[234][244]。
- 1689年 - ウィリアム王戦争勃発、以降1697年まで続く[234][244]。
- 1702年 - アン女王戦争勃発、以降1713年まで続く[234][244]。
- 1744年 – ジョージ王戦争勃発、以降1748年まで続く[234][244]。
- 1754年 - フレンチ・インディアン戦争勃発、以降1763年まで続く[234][244]。
- 1768年 – ガイ・カールトンがケベック植民地総督に任命される[234]。
- 1774年 - ケベック法成立[244][245]。
- 1791年 – カナダ法成立[244][245]。カナダがアッパー・カナダとローワー・カナダに分離[234]。
- 1812年 - 米英戦争勃発、以降1814年まで続く[234][244]。
- 1837年 - アッパー・カナダとローワー・カナダで反乱が勃発する[234][244]。
- 1839年 - ダラム報告書がイギリス議会に提出される[234][244]。
- 1841年 - 連合カナダ植民地が成立[244][245]。
- 1864年 – シャーロットタウン会議とケベック会議が開催[244][245]。
- 1865年 - オタワが首都に定められる[245]。
- 1867年 - 英領北アメリカ法が成立(=カナダ自治領が誕生) [244][245]。
- 1869年 - レッドリバー植民地において反乱勃発、ルイ・リエルが指導者を務めた[234][244]。
- 1870年 - レッドリバーの反乱の指導者ルイ・リエルがアメリカへ逃亡し反乱終息[234][244]。
- 1885年 - ノースウェストの反乱勃発、カナダ大陸横断鉄道全通[234][244][245]。
- 1890年 - マニトバ学校問題が起きる、1897年に妥協案締結[234][244]。
- 1899年 – ボーア戦争勃発、カナダも派兵[234][244]。
- 1903年 - アラスカの国境問題、アメリカ側有利な内容で確定[234][244]。
- 1907年 – バンクーバーで日系人、中国系移民が攻撃される[234][244]。
- 1914年 - 第一次世界大戦勃発[234]。
- 1915年 - カナダ軍イープルの戦いなど激戦区に従軍[234][244]。
- 1920年 - 国際連盟原加盟国になる[234][244]。
- 1929年 – 世界恐慌始まる[234]。
- 1939年 – 第二次世界大戦勃発、カナダはイギリスに1週間ほど遅れて対独宣戦布告[234][244]。
- 1941年 - 日本軍の真珠湾攻撃により日本と戦争状態になる[234][244]。
- 1942年 – ディエップの攻撃にカナダ軍従軍[234][244]。
- 1943年 – シチリア攻撃に従軍[234]。
- 1944年 - ノルマンディー上陸作戦に従軍[234]。
- 1945年 - 第二次世界大戦終戦、グーセンコ事件[244]
- 1946年 - カナダ市民権法成立[244][245]。
- 1949年 – ニューファンドランドがカナダに編入[244][245]。
- 1956年 - 第二次中東戦争勃発、カナダは国連緊急軍展開を提案[234][244]。
- 1957年 - ピアソンがノーベル平和賞受賞[234][244]。
- 1960年 – ケベック州で「静かなる革命」が始まる[244][245]。
- 1964年 - カナダの国旗がメイプル・リーフに制定される[244]。
- 1971年 - 多文化主義を宣言[244][245]。
- 1980年 - 「オー・カナダ」がカナダの国歌に制定される[244]。
- 1982年 – 1982年憲法公布[244][245]。
- 1989年 – 米加自由貿易協定発効[234]。
- 1992年 – メキシコが米加自由貿易協定に調印し、1994年NAFTA発効[234][244]。
- 1999年 – ヌナブト準州成立[234][244]。